# 인도의 문화

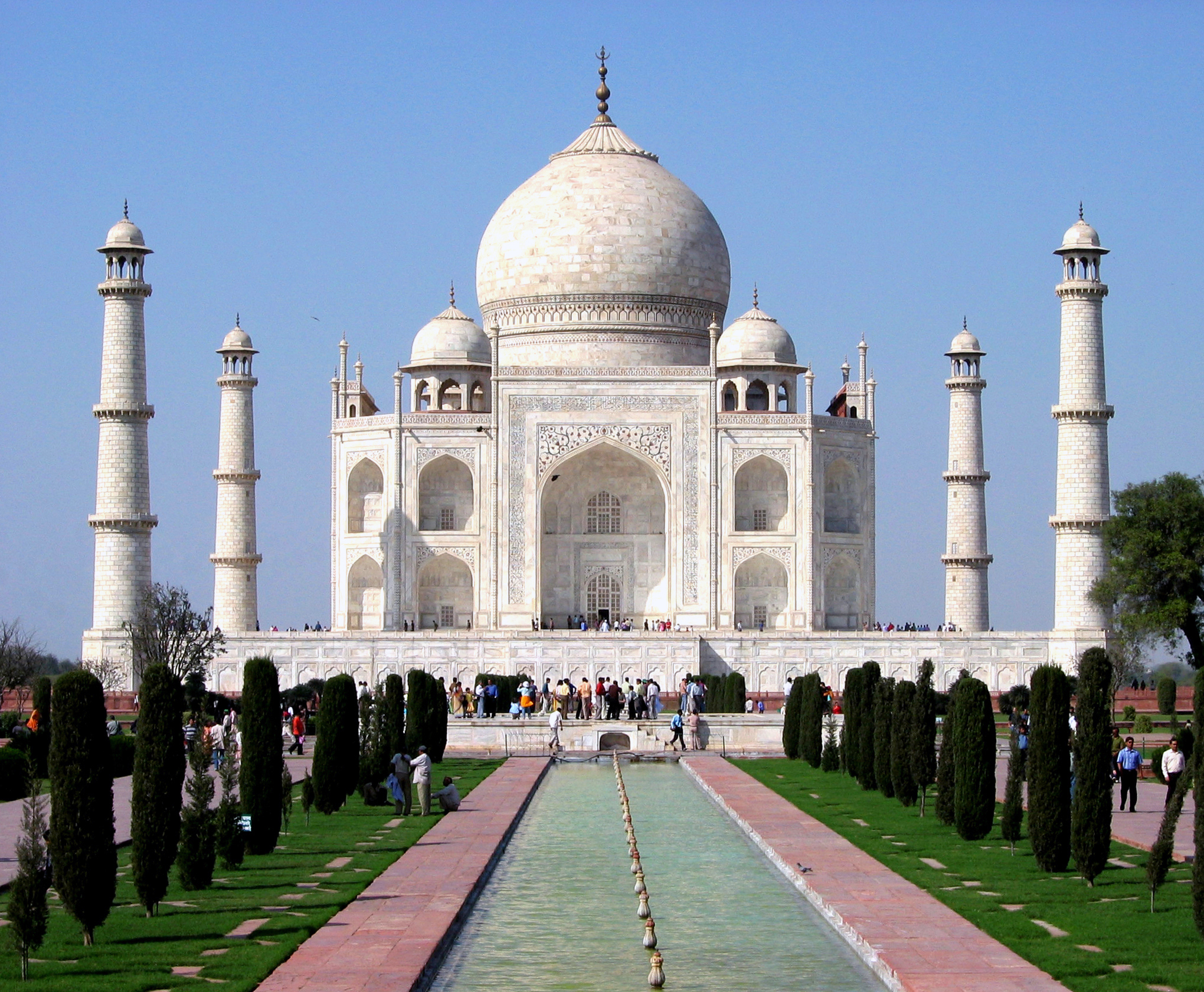
인도 아그라에 있는 타지마할

인도의 문화(印度의 文化)는 인도 아대륙의 전통문화에서 비롯한 사회 규범, 가치관, 종교적 믿음, 유물과 유적 등의 문화재, 사회적 관습 등과 인도 음악, 인도 영화, 인도 미술, 인도 무용, 인도 음식과 같은 오늘날 인도 사회 전반의 문화적 특징을 아우른다. 때로는 인도의 언어, 인도의 종교, 인도의 신화, 인도의 정치, 인도 사회와 같은 영역도 문화의 범주로 파악하기도 한다.
인도 문화는 역사적으로 남아시아의 인도 아대륙 뿐만 아니라 동남아시아에까지 두루 영향을 미쳤다. 인도에서 발원한 종교인 힌두교, 불교, 자이나교 등은 아시아의 여러 곳으로 전파되었다. 한편, 이슬람의 전파와 무굴제국의 성립으로 인도 아대륙에서는 다양한 종교와 문화가 융합하여 독특한 문화를 이루었다.

## 개요

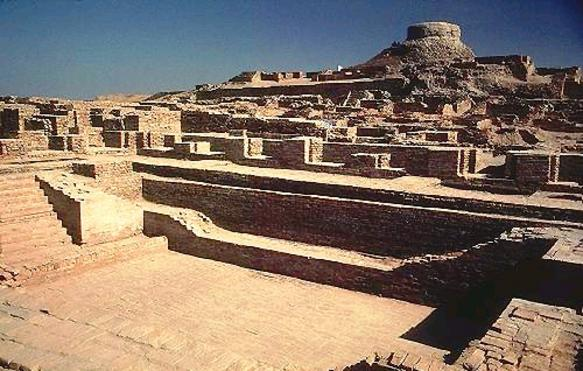
모헨조다로 유적

인도에는 호모 에렉투스가 살던 시기부터 지금까지 다양하고 오랜 유물과 유적이 남아있다. 모헨조다로는 인더스 문명의 대표적 유적으로 유네스코 세계 유산에 등재되어 있다.
인도유럽어족에 속하는 인도아리아인이 인도 아대륙에 정착하여 문명을 만든 시기를 베다 시대라고 한다. 당시 신화와 종교를 집대성한 리그베다는 지금도 힌두교의 경전으로 쓰인다.굳 힌두교는 이후 인도 문화의 특징에 큰 영향을 주었다.  힌두교는 베트남의 옛 왕국 참파를 비롯한 동남아시아 여러 지역에도 영향을 미쳤다.
기원전 600년 무렵 인도 북부에 16개의 나라가 세워졌던 시기를 십육대국 시대라고 한다. 이 시기에 불교, 자이나교 등의 새로운 종교가 등장하였다. 기원정사와 같은 유적이 당시의 건축물이다.
기원전 322년 성립된 마우리아 제국은 아소카 시기에 인도 전역을 통합하였다. 불교를 숭상한 마우리아 제국의 유물로는 아소카의 기둥과 같은 것들이 남아있다.
알렉산드로스 대왕의 인도 침공 이후 전파된 그리스 문화는 월지족의 쿠샨 제국에 이르러 간다라 미술로 발전하였다. 간다라 미술은 대승불교의 전파에 따라 동아시아 전역으로 전해졌다. 당과 신라의 불교 미술은 간다라 미술의 영향을 크게 받았다.
기원후 240년 굽타 제국이 인도 북부를 중심으로 성장하면서 인도 아대륙은 힌두교가 번성하였고 불교는 쇠퇴기에 접어들었다. 굽타제국 시기 마하바라타와 같은 산스크리트 문학이 전성기를 맞았다.

550년 굽타 제국이 해체된 뒤 인도는 약 1천여 년 가까이 중소 국가들이 분립하는 중세기를 맞았다. 중세 인도는 이슬람의 전파로 여러 술탄국이 세워졌고, 힌두교적 요소와 이슬람의 요소가 뒤섞인 독특한 문화를 이어갔다. 15세기에 이르러 이러한 융합이 반영된 시크교가 생겼다.
16세기 초 무굴 제국이 인도 아대륙 대부분을 영토로 삼으면서 인도는 다시 통합된 정치 체계를 갖추게 되었지만, 이슬람을 국교로 삼는 무굴 제국에 대한 지방의 반발은 무굴 제국이 멸망할 때까지 계속되었다. 인도는 지금도 힌두교와 이슬람 사이에 심각한 갈등이 있다. 영국의 식민 지배가 종식되면서 인도는 종교 갈등 때문에 파키스탄, 인도, 방글라데시로 분리 독립하였다. 타지마할은 무굴 제국 시절 세워진 세계 문화유산이다.
볼리우드는 현대 인도 영화 산업의 상징이다. 인도 특유의 춤과 노래가 어우러진 뮤지컬 풍의 영화를 주로 제작한다.  인도 영화 《세 얼간이》는 인도에서 큰 흔행을 올렸을 뿐만 아니라 대한민국에서도 흥행하였다.

## 종교 문화

### 자생 종교와 외래 종교

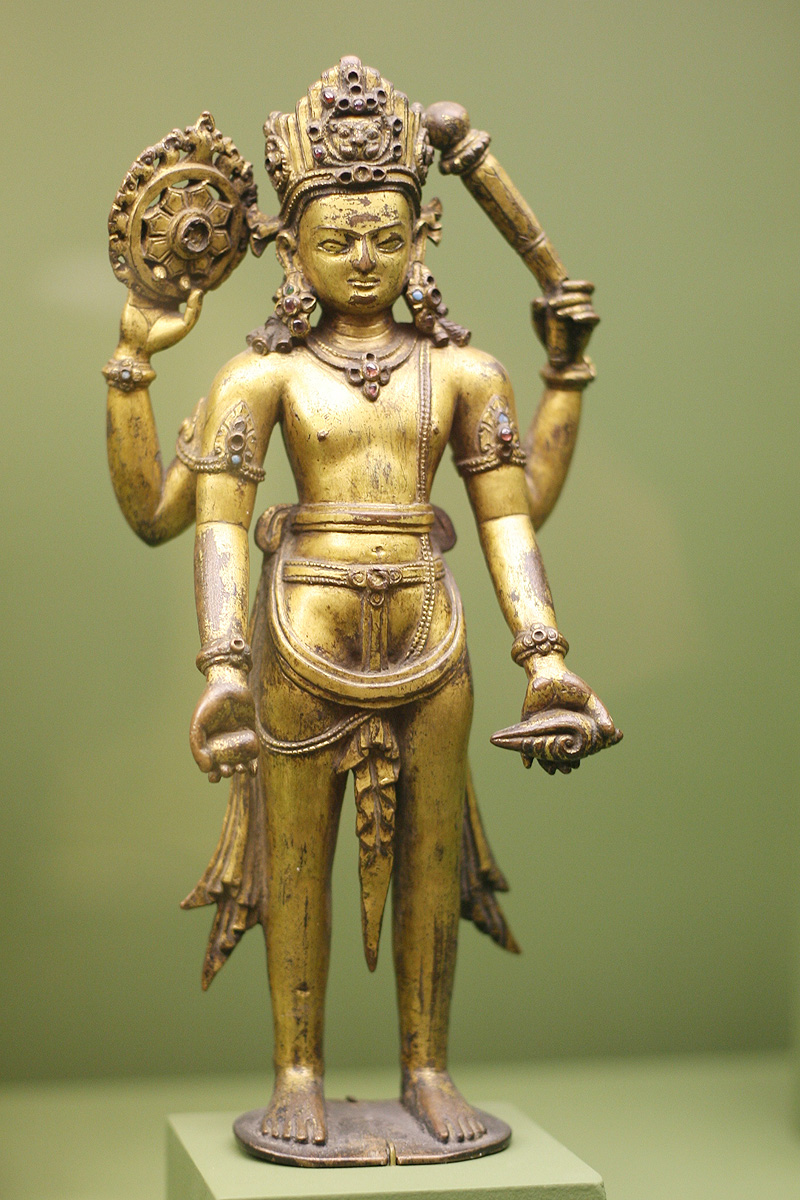
10세기 무렵 제작된 비슈누의 청동상

인도는 많은 종교의 발원지이다. 브라만교와 그것을 계승한 힌두교, 불교, 자이나교, 시크교, 바하이교와 같은 종교들이 인도에서 기원하였다. 또한 수 많은 종교들 역시 인도로 전파되었는데 가장 강한 영향력을 발휘한 것은 이슬람이다. 그 외에도 비록 수는 적지만 조로아스터교, 유대교, 기독교 등도 인도에 전파되었다.
2011년 인도 정부의 인구 센서스 결과에 따르면 인도 인구 총 12억1천90만명 가운데 힌두교는 79.8 % 인 9억6천630만 명, 이슬람은 14.2 %인 1억7천220만 명, 시크교는 1.7 % 로 2천80만명, 그 밖에 기타 소수 종교가 있다.
인도에서 발원한 종교는 인도의 전통적 사상인 다르마와 카르마, 그리고 그에 따른 윤회를 기본 바탕으로 한다. 다르마는 어떤 사람이 지켜야할 덕목이라 할 수 있고, 카르마는 그 사람이 말과 행동과 생각으로 지은 업보를 말한다. 자신의 위치에 따른 다르마를 지키고 선한 카르마를 쌓으면 후세에는 보다 행복한 삶을 누리는 존재로 다시 태어나게 된다는 것이 고대 브라만교와 이를 계승한 힌두교의 기본적인 사상이다. 여기에서 발전한 불교는 아예 진정한 깨달음을 얻으면 이 윤회의 반복을 끊고 피안에 다다를 수 있다고 가르치고, 자이나교 역시 불교의 카르마를 끊고 해탈에 이르러야 한다는 교의를 가지고 있으나 보다 힌두교 전통을 인정하는 특징을 보인다. 근세에 출현한 시크교는 인도 특유의 카르마와 다르마 그리고 윤회를 믿지만, 동시에 유일신 와훼구루를 참된 하느님으로 신봉한다. 이런 면에서 시크교는 인도 전통의 종교 관념과 외래 종교인 이슬람의 융합적 특징을 보인다. 그러나 시크교는 펀자브 지역에서만 교세가 있는 소수 종교이다.
힌두교라는 명칭은 자연히 형성된 것이 아니라 이슬람 세력의 지배 이후에 통치 편의를 위해 만들어진 말이다. 힌두교로 묶이는 종교적 전통은 매우 다양하고 복잡하여 하나로 일괄하기 어려운 흐름이 섞여 있지만, 외부에서 들어 온 지배 세력은 인더스강 동쪽의 모든 종교를 묶어 힌두교라고 불렀다. 이러한 명칭은 훗날 영국 식민지 시기에 정착되어 지금은 인도 안에서도 힌두교라는 명칭으로 분류된다.:30 - 42 19세기 후반 이후 힌두교 근본주의가 출현하여 오히려 힌두교야말로 "아리아인"의 것이며 인도 문화의 정수라는 사상이 생겨났다. 이러한 움직임은 드라비다인을 비롯한 아리아인 도래 이전의 문화에 대한 배척과 힌두교의 융합적 성격 부정으로 이어지고 있으며 사회적 갈등도 발생하고 있다.:56-57
인도에 들어온 외래 종교 가운데 오래된 것은 조로아스터교이다. 원래 페르시아 제국의 국교였던 조로아스터교는 이슬람 세계가 이란과 아프가니스탄 지역으로 확대되자 박해를 피해 인도로 들어왔다. 근세 오스만 제국의 전성기 즈음에 상업 활동을 주로 하였던 유대인이 인도까지 정착하면서 유대교가 도입되었고, 이슬람은 중세 시기 개별적 지하드와 선교에 의해 인도 아대륙과 동남아시아로 전파되기 시작하다가 무굴 제국이 성립하면서 전성기를 맞았다. 기독교 역시 소소한 전파는 경교의 동방 진출까지 거슬러 올라가지만, 근세 까지도 유럽이 만든 무역항에서 일부 받아들여졌을 뿐이고, 본격적인 도입은 영국 동인도회사 설립 이후 식민지화가 일어난 뒤의 일이다.

### 종교간 융합과 갈등

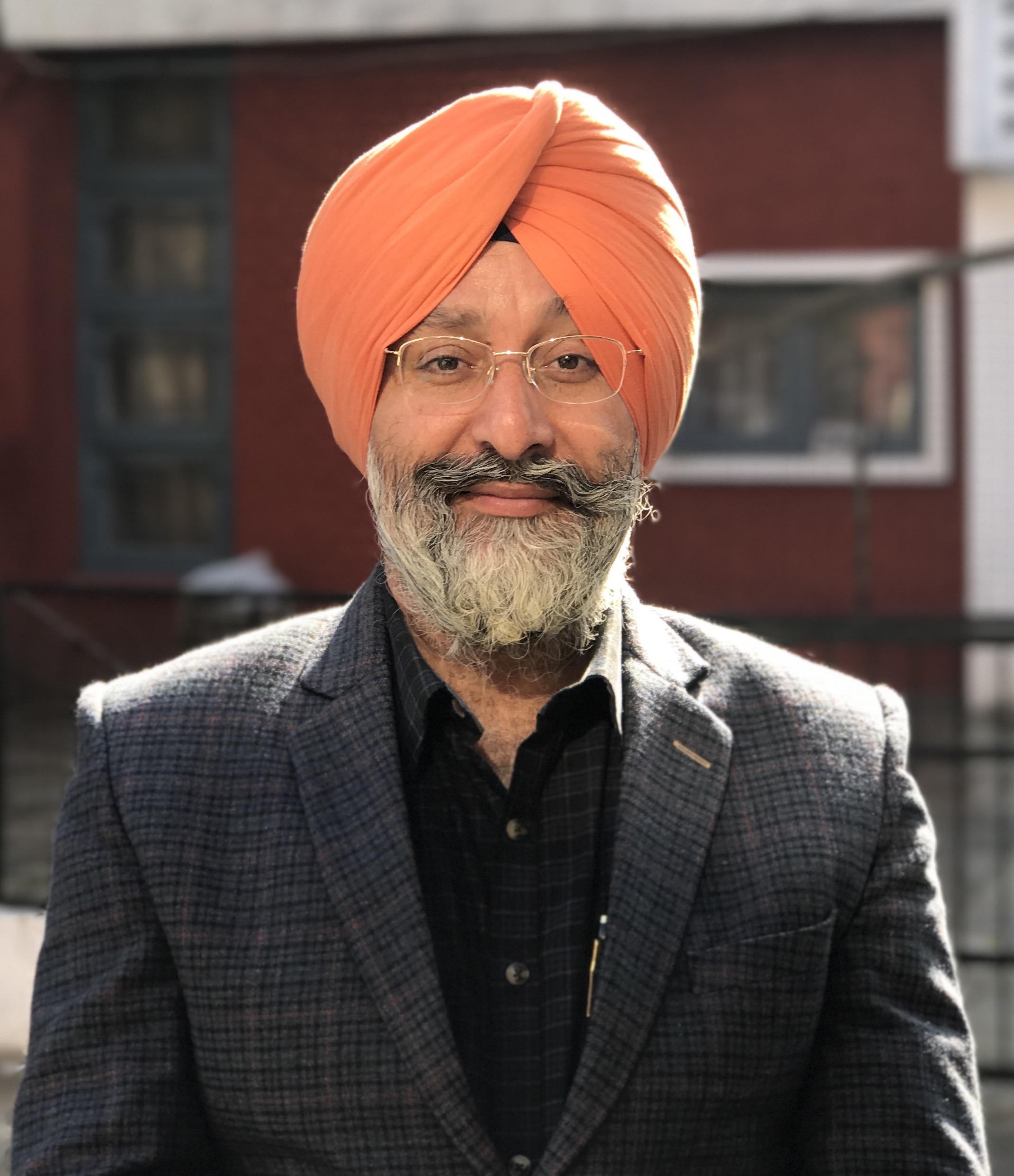
시크교 특유의 터번을 두른 남성

인도 아대륙은 오랜 세월에 걸쳐 여러 가지 종교가 생겨나 다른 곳에 전파되고, 또 다른 곳의 종교가 인도로 들어왔다. 수천년 간에 걸친 이러한 이동으로 인도 내에서 종교간의 융합이 이루어졌다.
고대 인도의 브라만교는 인도에서 시작하여 고대 그리스와 고대 로마를 비롯하여 켈트 신화와 게르만 신화를 아우르는 인도아리아인의 공통적 신화인 원시 인도유럽 신화에 기반한다. 이를테면 인도의 인드라는 그리스의 제우스, 북유럽의 토르와 유사한 성질을 공유한다. 이러한 다신교적 종교 관념은 다르마와 카르마에 따른 윤회라는 인도 고유의 개념이 정립되면서 힌두교로 발전하였다. 이후 발생한 불교, 자이나교, 시크교도 전통적인 인도 고유의 종교 관념을 수용하였다.
시크교의 창시자 구루 나나크는 무슬림 집안에서 태어났다. 인도 전통의 종교 관념을 받아들였지만 카스트 제도에는 반대하였던 그는 다르마와 카르마, 그리고 이슬람의 유일신에 대한 믿음을 융합시킨 새로운 종교 시크교를 창시하였다. 그런면에서 시크교는 인도의 종교 문화를 융합하였지만 이슬람을 국교로 하였던 무굴 제국과는 대척하였다.
인도의 종교들은 서로 그리 평화롭지 못하다. 가장 큰 갈등은 힌두교와 이슬람의 갈등이다. 무굴 제국 시기부터 있었던 둘의 갈등은 영국령 인도에서 독립할 때 극에 달해 결국 파키스탄과 인도가 분리 독립하는 결과를 낳았다. 그 과정에서 수 많은 사람들이 고향을 떠나 이주하여야 하였다. 현재도 이슬람은 인도 안에서 두 번째로 신도가 많은 종교이고 힌두교와 갈등이 있다. 힌두 민족주의 성향을 보이는 사람들은 다른 종교에 매우 배타적이고 소수 종교 역시 이들로부터 배척을 받고 있다. 이러한 갈등은 인도 독립 운동의 지도자 마하트마 간디의 암살 배경이 되기도 하였다.
무신론과 불가지론은 인도에서 발생한 불교와 자이나교에 많은 영향을 주었지만 현재는 소수의 위치에 머무르고 있다. 2012년 윈갭럽 글로벌의 설문조사에서 어느 것이든 종교가 있다고 답한 인도 사람은 약 81 %였고, 특별히 종교를 갖고 있지는 않다고 답한 사람은 13 %, 무신론자라고 답한 사람은 3 % 이었다. 인도는 여전히 종교가 삶과 문화에서 매우 중요한 역할을 담당하고 있는 나라이다.

## 철학

만자문은 인도에서 발생한 힌두교, 불교, 자이나교가 공통으로 길상의 상징으로 사용하였다. 나치는 아리안 민족주의의 상징으로 이 문양을 차용하였다.

철학은 궁극적으로 지식, 참, 이성, 실존, 의미, 의식, 가치 등에 대한 질문을 통한 통찰을 얻는 것이다. 서양은 고전 시대 이후 철학의 내외연과 범주를 정식화 한데 반해, 아시아 지역에서는 이러한 의미의 철학이 존재한 적이 없다. 그러나, 서양의 철학이 다루는 문제는 동양에서도 오래 전부터 깊이 통찰되어 오던 것들이기 때문에 19세기 이후 서양 철학에 대응하는 이러한 동양의 전통을 동양 철학이라는 범주로 부르게 되었다. 인도 철학 역시 전통적인 서양의 철학 범주가 아니라 세계관과 종교, 윤리, 사회 질서를 아우르는 통합적 사고로서 발달하여 왔다. 특히 인도 철학은 인도에서 발생한 종교들과 밀접한 관계를 지닌다.
힌두교의 철학은 전통적으로 여섯 학파로 분류되어 왔다. 삼키아 학파, 요가 학파, 니야야 학파, 바이셰시카 학파, 미맘사 학파, 베단타 학파가 그것이다. 이들은 서로 조금씩 강조점이 다르긴 하지만 베다 시대 이후 이어져 온 인도의 세계관을 공유한다. 이들 이외에도 불가지론이나 무신론에 입각한 철학들이 있었으나 시간이 지나면서 배척되었다. 요가 학파는 이후 선불교의 명상과 현대 스포츠인 요가에 많은 영향을 주었다.
인도 철학은 인도 종교와 밀접한 관계가 있으나, 종교의 제의가 아닌 그 바탕을 이루는 사상을 탐구하는 영역이다. 힌두교의 경우 베다가 주로 신에 대한 찬양과 제례의 절차를 기술하고 있다면, 우파니샤드는 인간의 존재, 인식, 윤리와 같은 철학적 영역에 대한 논의가 많다.

### 업보와 윤회
인도에서 발생한 종교의 공통적인 사상 가운데 하나는 업보와 윤회이다. 이 사고 방식에서 사람을 비롯한 우주 만물은 연결되어 있으며 서로에게 원인과 결과로서 작용한다. 이러한 연기가 업보를 낳고, 사람은 이 생이 다하면 그 업보에 따라 윤회한다. 어떤 업보는 선이 되고 어떤 업보는 악이 되는가를 나누는 기준은 다르마와 카르마이다. 다르마는 원시 인도아리아 문화에서 기원한 개념으로 덕 윤리학에 따른 자연법적인 윤리를 의미한다. 고대 그리스 철학의 아레테가 어떤 기술의 탁월성을 바탕으로 한 직업 윤리적 성격을 가진 것과 비슷하게, 다르마 역시 각자 개인의 처지와 역할에 따르는 것을 뜻했다. 불교와 자이나교는 이에 더해 자연 법칙을 다르마의 개념에 통합하였다. 그리하여 동아시아에서 다르마는 불교적 의미의 법으로 인식되어 보편적인 진리의 의미로 사용된다.
카르마는 개인이 생각과 말과 행동으로 지은 것이다. 불교에서는 이를 업이라고 한다. 다르마에 맞는 카르마는 선업이고 그렇지 않다면 악업인 셈이다. 이렇게 사람들은 살아가며 카르마를 쌓고 그 결과에 따라 내세에 윤회하여 다른 삶을 살아가며 생을 반복한다는 것이 인도의 업보와 윤회 사상이다. 모크샤 또는 해탈은 이런 생의 반복이 연기에 의한 일시적인 관계일 뿐이란 점을 깨닫는 것이다. 이렇게 해탈에 이른 사람은 윤회에서 벗어나 더 높은 경지의 존재가 된다. 이를 도피안이라고 한다.

### 사성제
사성제는 인간의 윤회하는 삶의 근간이 태어나고, 늙고, 병들고, 죽는 고통이며, 이러한 자연스러운 삶의 과정이 고통으로 다가오는 원인은  집착에 있고, 이 집착을 끊고 깨달음을 얻으면, 도피안에 다다르게 된다는 원시 불교의 생각이다. 사성제는 원시 불교에 의해 불교의 가장 기본적인 교리로 정착되었지만, 윤회에 따른 고통과 이를 벗어나기 위해 집착을 버리고 금욕적 삶을 살라는 가르침은 힌두교의 사상에서도 널리 퍼져 있던 것이다. 사상의 발전 과정에서 집착을 버리는 방법으로 명상과 요가가 제시되었다.

### 창조와 파괴

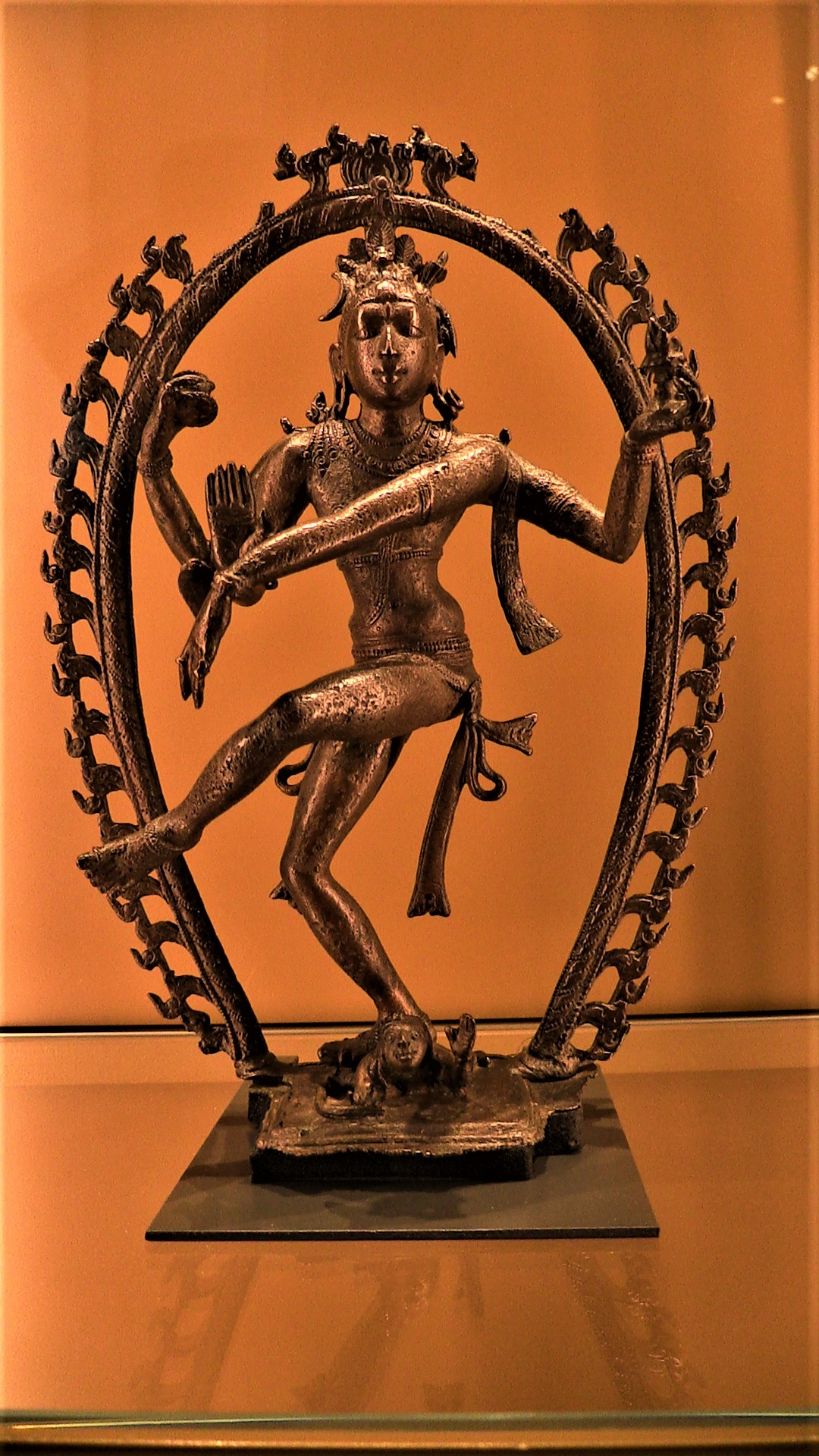
9세기 중반 제작된 춤추는 시바

순환은 인도 철학의 기본적 사상이다. 인생의 순환이 윤회라면 우주의 순환은 트리무르티로 설명된다. 브라흐마가 창조하고 비슈누가 유지하며 시바가 파괴한다는 생각은 인도 신화에서 시작하여 각종 교의와 종교적 관습에 영향을 주었다. 브라흐마, 비슈누, 시바는 해석에 따라 하나인 유일신의 서로 다른 세 가지 형상으로 이해되며, 이 경우 힌두교는 유일신 종교로 이해될 수 있다. 세 신 또는 세 형상 가운데 어느 것이 더 주된 역할을 하지는 않지만, 신도들은 그 가운데 하나를 더 중요하게 여길 수도 있다. 근세로 오면서 브라흐마 보다는 비슈누와 시바 쪽이 더 강조가 되었다.
이 세 형상의 균형으로 세상이 움직인다고 하는 것이 힌두교의 우주관이다. 힌두교에는 다른 수 많은 신들이 있으며 범신론적인 특징을 보이지만 이들은 트리무르티보다는 하위의 지위를 갖는다. 베다 시대 초기에는 트리무르티 역시 여러 신 가운데 하나일 뿐으로 특별한 지위를 가지고 있지는 않았다. 그러나 시간이 지나면서 우주관이 발전함에 따라 신들의 지위 역시 변화하였다.:84-92 한편, 불교는 힌두교의 신들을 천(天)으로 받아들였는데, 이를테면 브라흐마는 범천으로 수용되었다. 불교에서는 이들 천마저 윤회에서 자유로울 수 없다고 여긴다

### 요가와 명상
요가는 몸과 마음을 다스리는 방편으로 제시된 수행 방법이다. 불교의 참선이나 자니아교의 명상과 같은 수행 방법에 영향을 주었다. 오늘날에는 심신의 건강을 위한 스포츠로 행해지고 있다.

## 가족 구조와 결혼

### 가족 구조
인도의 전통적 가족 형태는 일반적으로 확대가족이었다. 확대가족은 부모와 자녀뿐만 아니라 결혼한 손자와 그 자식까지 가족으로 살아가는 형태이다. 그 집안의 제일 웃어른인 남성이 이러한 확대가족의 가장 역할을 하는 가부장제이기도 하다. 가장은 가족의 다른 구성원이 따라야 할 규칙을 정하고 가족이 해야 할 의례와 행사, 가족에게 닥친 문제에 대한 의사 결정을 하며 나머지 구성원은 대개 가장의 결정에 따랐다. 그러나, 현대에 들어서 취직 등을 이유로 가족을 떠나 도시로 이주하는 사람이 늘었고, 도시의 생활 양식은 함께 모여 살기에는 적절하지 않고 생활 비용도 크기 때문에 핵가족이 늘어나고 있다 인도의 농촌 지역은 아직도 확대가족이 일반적이다.
1966년 오렌스타인과 마이클린의 인도의 인구와 가족 구성 연구 연구에 따르면 1911년에서 1951년까지 인도의 가족은 일반적으로 확대가족이었고 구성원의 수도 비슷하게 유지되었지만, 그 뒤로 도시화와 경제 발전이 시작되면서 보다 핵가족의 형태로 바뀌어 갔다. 1993년 신하는 《현대 인도 가족의 역동적 변화》에서 인도의 가족 형태가 현대에 들어 핵가족의 형태로 급격히 변화하였지만, 일부 지역에서는 여전히 전통적 확대 가족이 유지되고 있다고 서술하였다. 특히 저소득층의 경우 양육 부담 때문에 보다 대가족 형태의 가족을 유지한다. 부모가 일을 하는 동안에도 가족 구성원의 누군가가 아이를 계속 돌볼 수 있기 때문이다. 경제 성장과 함께 학교 교육이 확산되면서 인도의 전통적 확대 가족의 해체가 가속화되었고, 여성 노동자에 대한 태도도 변화하였다.

### 결혼

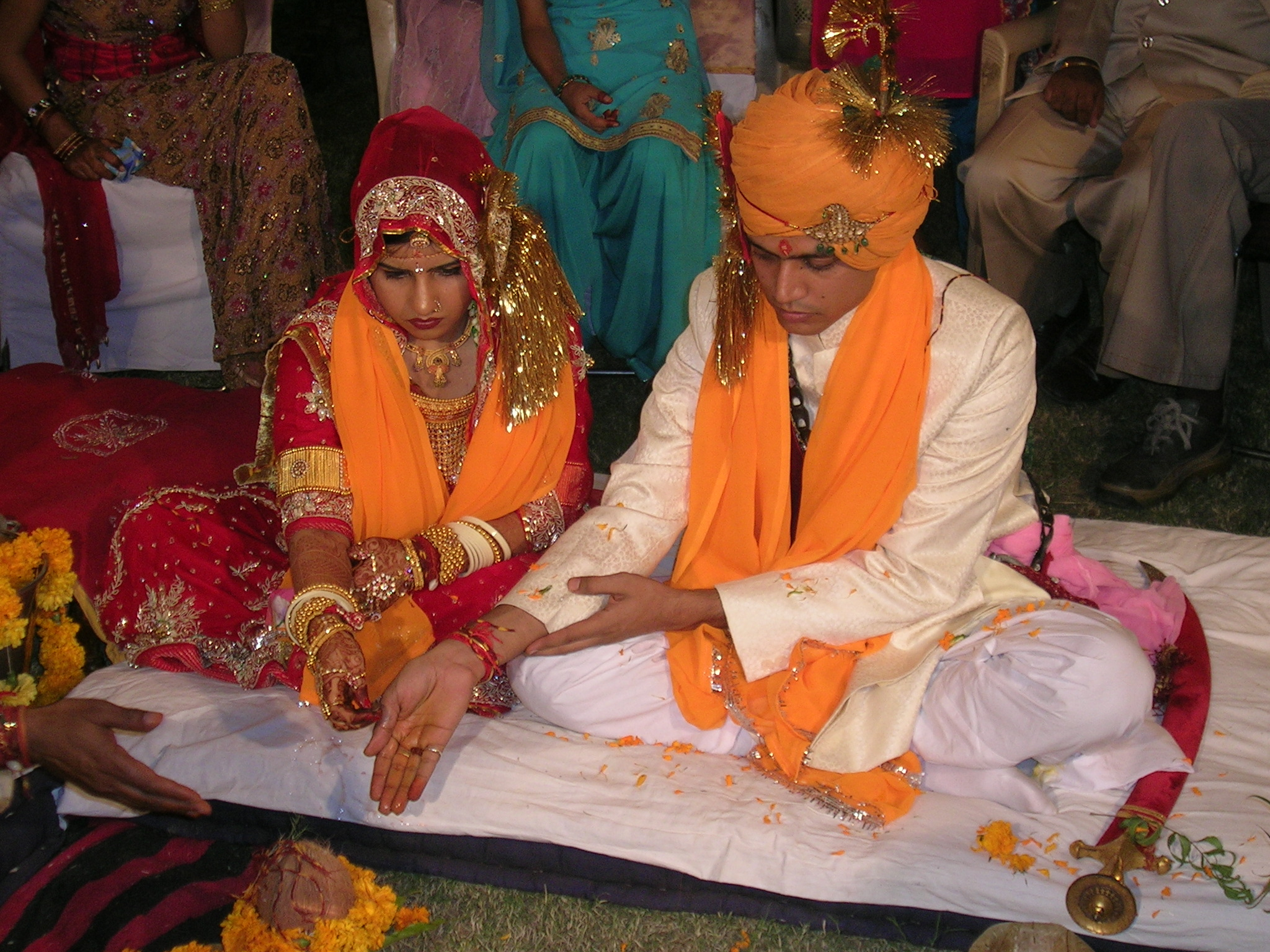
힌두교 결혼식

인도의 전통적인 결혼은 근대 이전 세계의 대부분에서 그러하였던 것과 같이 중매에 의해 이루어졌다. 세계적으로 자유 연애는 19세기에 들어서야 생겨난 개념이다. 인도의 경우 오늘날에도 대부분의 결혼이 중매로 이루어진다. 과거에는 결혼 연령이 낮은 조혼도 성행하였다. 2011년 인도 여성의 평균 결혼 연령은 21세이며, 2009년 결혼한 여성의 약 7%는 18세 이하였다.
대부분의 결혼에서 신부 측이 신랑에게 지참금을 제공한다. 중매로 이루어지는 결혼에서 지참금은 부부간 갈등의 가장 큰 원인 가운데 하나이다. 지참금이 적다는 이유로 신부를 살해하거나 신랑의 폭력이나 시댁의 학대를 당하는 경우도 흔하다. 인도의 전통 사회는 여성의 유산 상속을 인정하지 않았기 때문에 지참금과 혼수는 일종의 사전 상속으로 여겨졌다. 신부의 집은 돈뿐만 아니라 각종 귀중품도 혼수로 장만하여야 한다. 1956년 인도는 별도의 유언이 없는 상속에서 남녀를 동등하게 취급하도록 법을 개정하였지만 실재로는 유언장을 통해 상속자를 지정하는 경우가 늘고 있어 차별이 여전하다. 2004년 기준 약 20 %가 법적 유언장을 작성하여 유산을 상속하고 있다.
이슬람 신도의 경우 여성에게 이혼을 요구할 권리가 없었지만, 2006년 여성의 이혼 청구권을 인정하였다. 그러나 관습이 크게 작용하는 인도 사회에서는 이혼율이 1%에 불과하다. 한편 이슬람 신도의 경우 예전에는 관습적으로 남성이 이혼이라는 말을 세 번 외치면 여성의 뜻과는 상관없이 이혼이 성립하였다. 이런 관습은 2019년 위법이 되었다.
2005년 인도의 41,554 가구를 조사한 연구는 인도의 결혼 풍습 역시 변화하고 있음을 보여준다. 이전과 같이 아무런 정보없이 중매로 결혼하는 방식은 점점 줄어들고 중매를 통하긴 하지만 결혼 전에 미리 당사자들이 정보를 주고 받고 의견을 내는 방식으로 변했다. 특히 도시 지역에서는 연애 결혼의 비율도 증가하고 있다.

### 결혼식
인도의 결혼식은 어떤 종교를 따르는 가에 따라 다양하다. 미국은 매년 약 천만 건의 결혼식을 거행하며 힌두교의 결혼식은 한 사람이 일생 동안 치르는 의식가운데 가장 화려하고 큰 행사이다. 전형적인 힌두교 가족은 결혼식 준비를 위해 상당한 재산을 사용한다. 지역과 계층마다 의식은 다양하지만, 아버지가 딸을 사위에게 건내는 의식, 불 앞에서 결혼을 서약하는 것, 신랑이 신부의 목에 세 개의 매듭을 묶어 결혼을 선포하는 것은 공통적이다. 힌두교의 결혼식은 불의 신 아그니 앞에서 서로를 배필로 맞았던 비슈누와 락슈미의 결혼을 재현하는 의미를 갖는다.
시크교도는 경전을 둘러 보는 의식을 치르고 이슬람은 중동의 이슬람식 결혼과 유사한 결혼을 치른다. 최근 고아와 같은 곳에서는 서양식 결혼도 많아졌다.

## 카스트

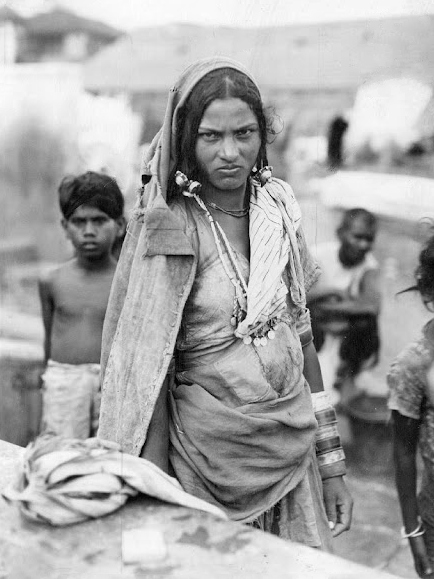
1942년 촬영한 달리트 여성

인도의 카스트는 베다 시대까지 기원을 거슬러 올라가는 오래된 사회 구조의 잔재이다. 카스트(Caste)라는 용어는 근대에 유럽에서 부르기 시작한 것으로 인도 안에서는 바르나(산스크리트어: वर्ण)라고 불린다. 바르나는 색(色)을 뜻하는 산스크리트어로 서로 다른 계층을 구분하는 용어로 쓰였다. 불교나 자이나교, 시크교 등은 모두 이 카스트 제도에 대한 반발이 종교 형성의 배경이 되었다. 그러나 이러한 반발에도 불구하고 카스트 제도는 여전히 인도 문화에 큰 영향을 미치고 있다.
인도의 카스트는 브라만, 크샤트리아 또는 라자, 바이샤, 수드라의 구분이 널리 알려져 있으나, 그 외에도 달리트와 같은 불가촉천민을 비롯하여 수 많은 세습적 직업들을 포함한다. 인도의 헌법 제15조는 카스트에 따른 차별을 금지하고 있지만, 현대에도 카스트는 여전히 작동하고 있다. 산업화와 함께 직업의 세습은 크게 줄었지만, 카스트가 다르면 결혼하지 않으며 자신 보다 낮은 카스트의 사람이 건내는 물이나 음식을 거부하는 경우도 흔하다.
카스트에 따른 차별은 인도에서 여전히 사회적 문제이다. 달리트 여성은 종종 폭력을 겪고 살해된다.  인도 인구 가운데 상위 카스트는 12%에 불과하고 나머지는 기타 소외 카스트이다. 산업화에 따라 카스트는 많이 흔들리고 있지만, 법률이 아니라 관습으로 유지되는 체제여서 근본적인 폐지는 요원하다.

## 축제

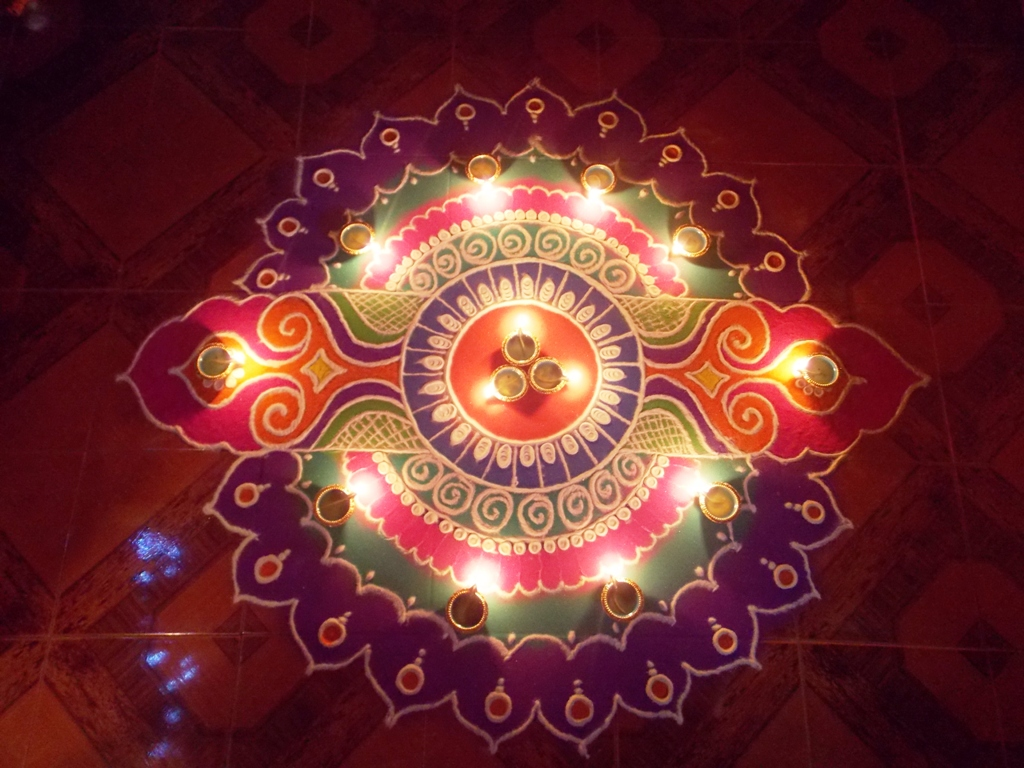
디왈리, 티하르, 오남, 퐁갈 등의 힌두교 축제에서 사용되는 랑골리

인도의 국경일은 독립기념일, 공화국의 날, 마하트마 간디의 탄생일과 같은 것이 있다. 불가촉천민 출신 독립운동가 겸 정치인 빔라오 람지 암베드카르의 탄생일인 4월 14일은 시민 사회에서 기념식을 진행해 오다가 2015년 인도의 공식 국경일이 되었다.
인도의 문화와 종교가 다양한 만큼 축제 역시 다양하여 지역과 종교에 따라 다양한 축제가 있다. 힌두교 축제 가운데 봄맞이 축제인 홀리, 빛의 축제인 디왈리, 가을의 수확제 등이 성대하게 열린다. 디왈리는 힌두교도 뿐만 아니라 불교와 자이나교도들도 함께 즐기는 축제이고, 부처님 오신 날인 웨삭 역시 불교, 힌두교, 자이나교가 함께 즐기는 축제이다. 힌두교만의 축제로는 크리슈나의 탄생을 기념하는 크리슈나 잔마슈타미가 있다. 인도에서 공휴일로 지정된 이슬람 축일로는 이드 알피트르, 이드 알아드하, 마울리드, 무하람 추모일, 샤브 에 바라트가 있다. 인도에서는 소수 종교인 인도의 기독교는 크리스마스와 성금요일 같은 기독교의 전통적 축일을 기념한다.
축제의 참여에도 인도의 카스트에 따른 차별이 존재한다. 불가촉천민이 축제에 참석하는 것은 타부로 여겨지며 종종 폭력의 대상이 된다. 달라트는 1935년부터 자신들 만의 축제를 따로 열고 있다.

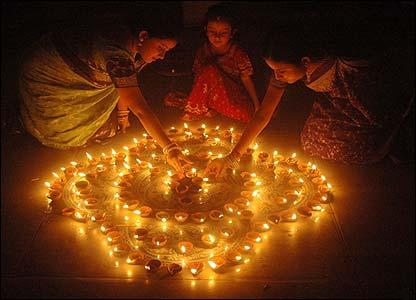
디왈리를 기념하여 축제용 조명으로 장식한 사원
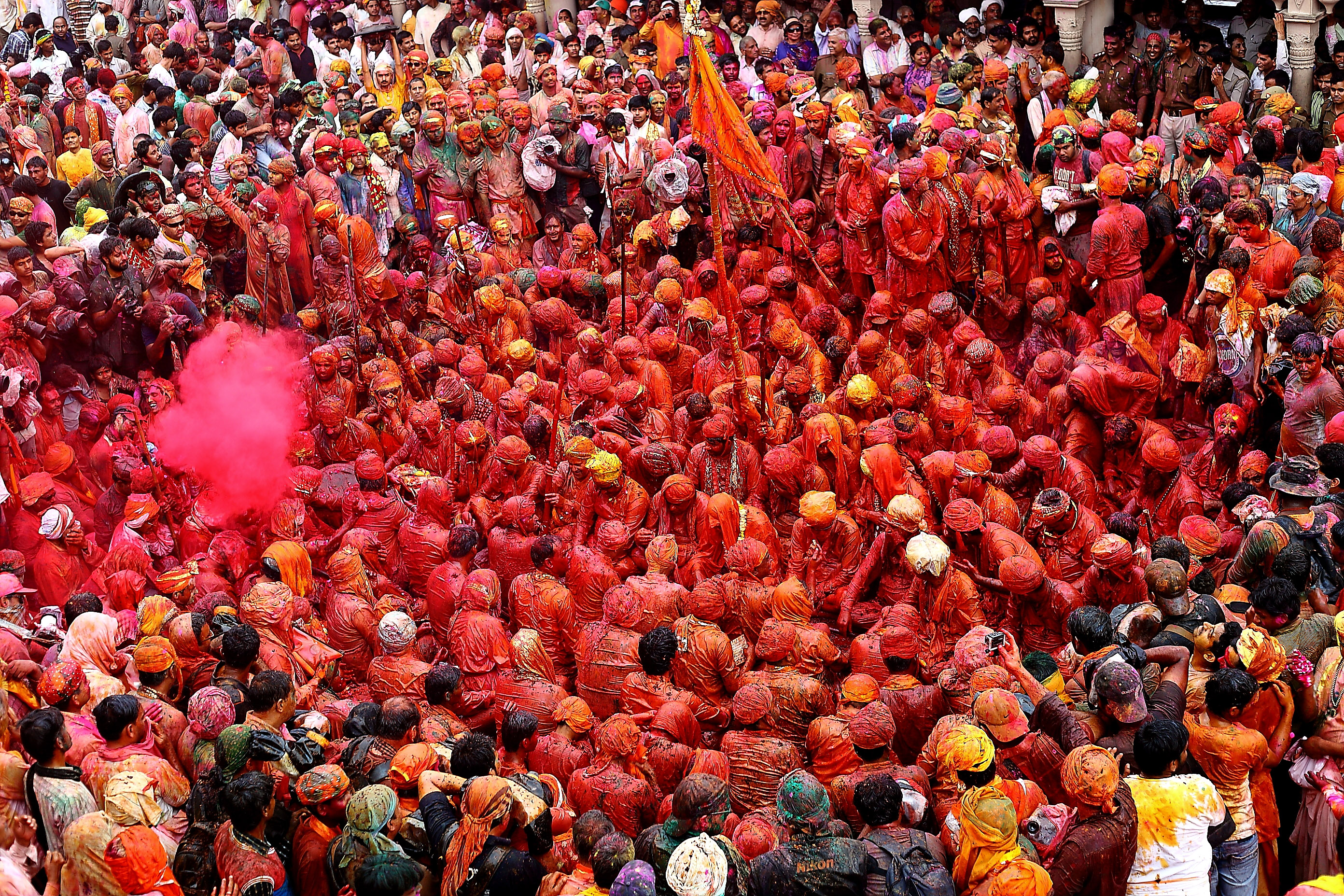
마투라의 크리슈나 사원에서 열린 홀리 축제에서 사람들에게 색소가 뿌려지고 있다.
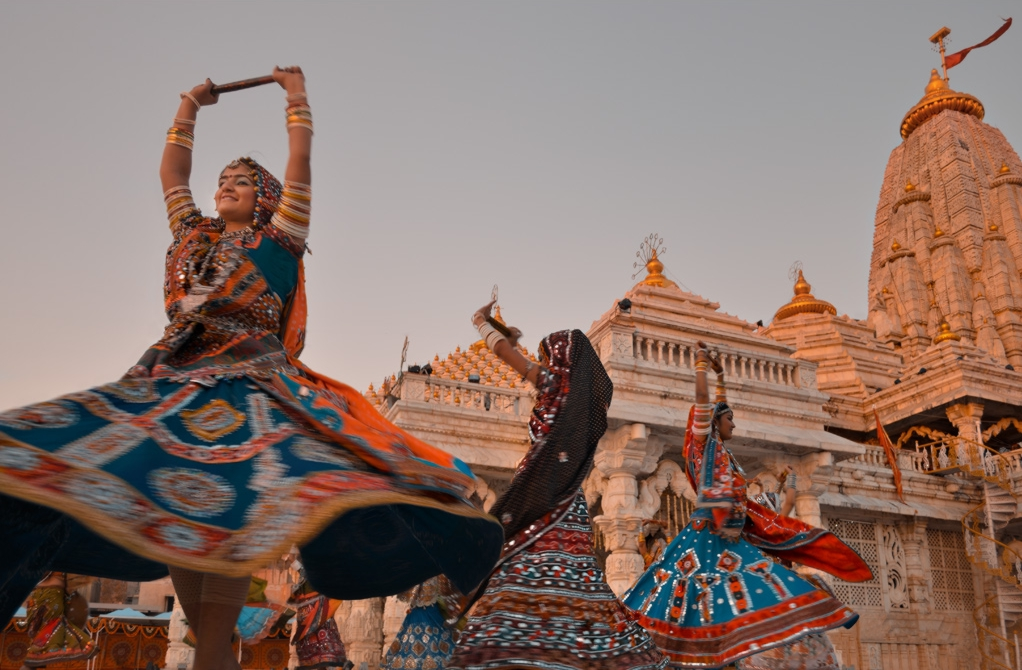
나와라티 축제에서 전통 무용을 선보이고 있다.
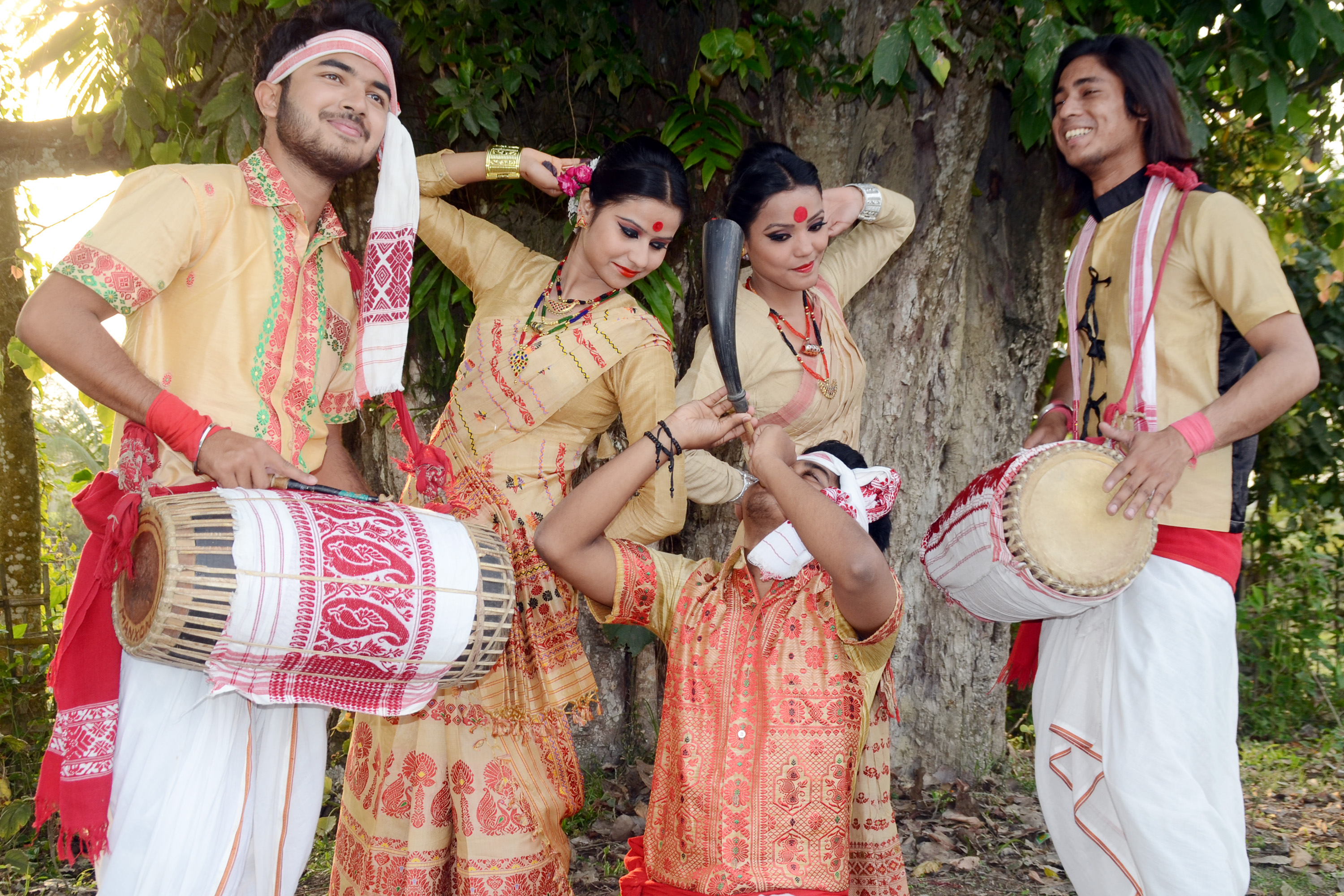
아삼 주의 비후 축제
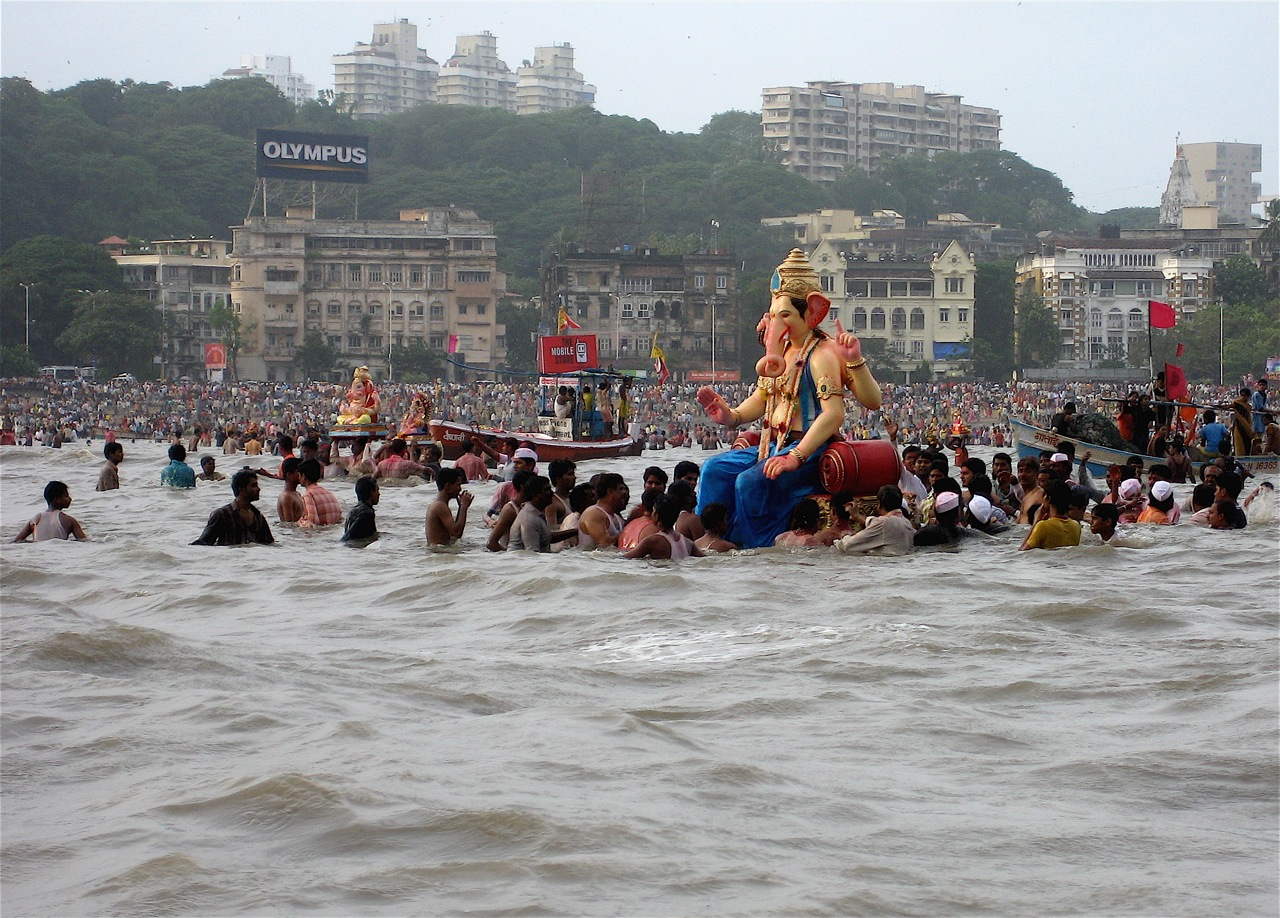
마하라슈트라주의 가네샤 축제
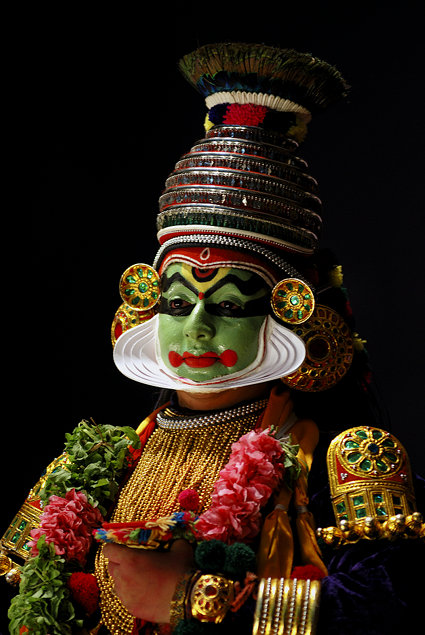
오남 축제에서 전통 무용인 카타칼리가 공연되고 있다.
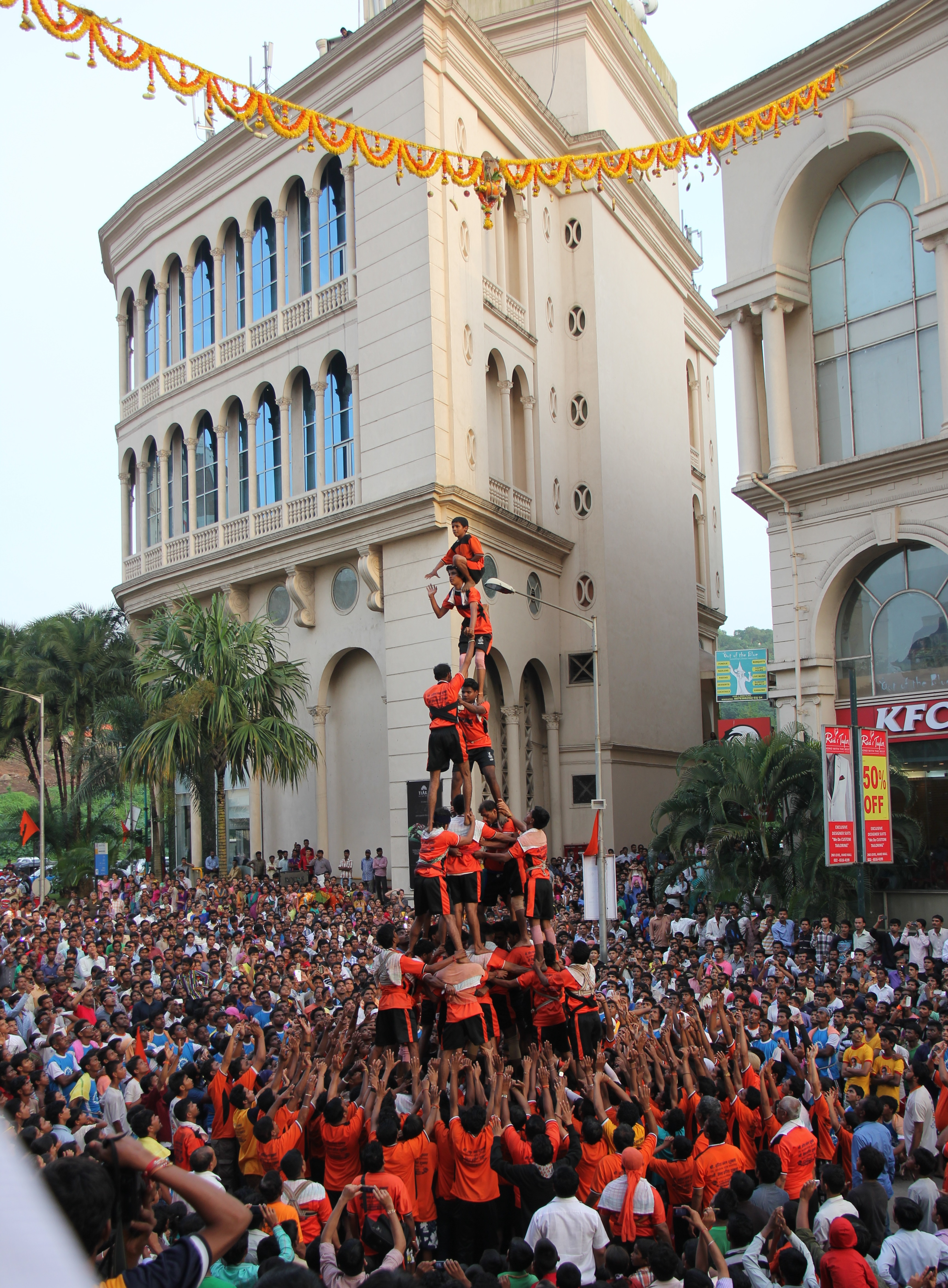
뭄바이의 크리슈나 잔마슈타미
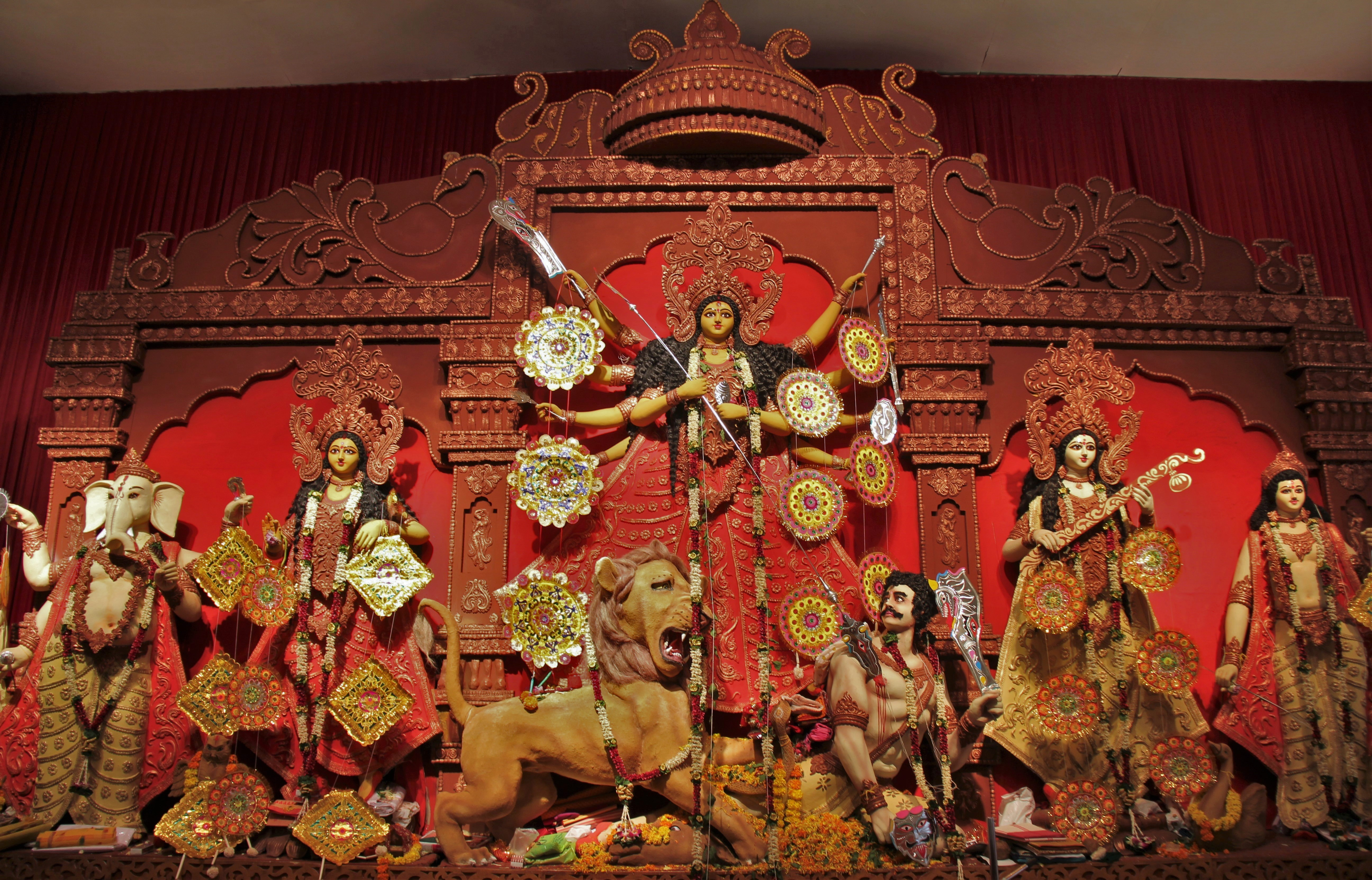
인도 동부에서 행해지는 두르가 푸자는 두르가를 기리는 축제이다.
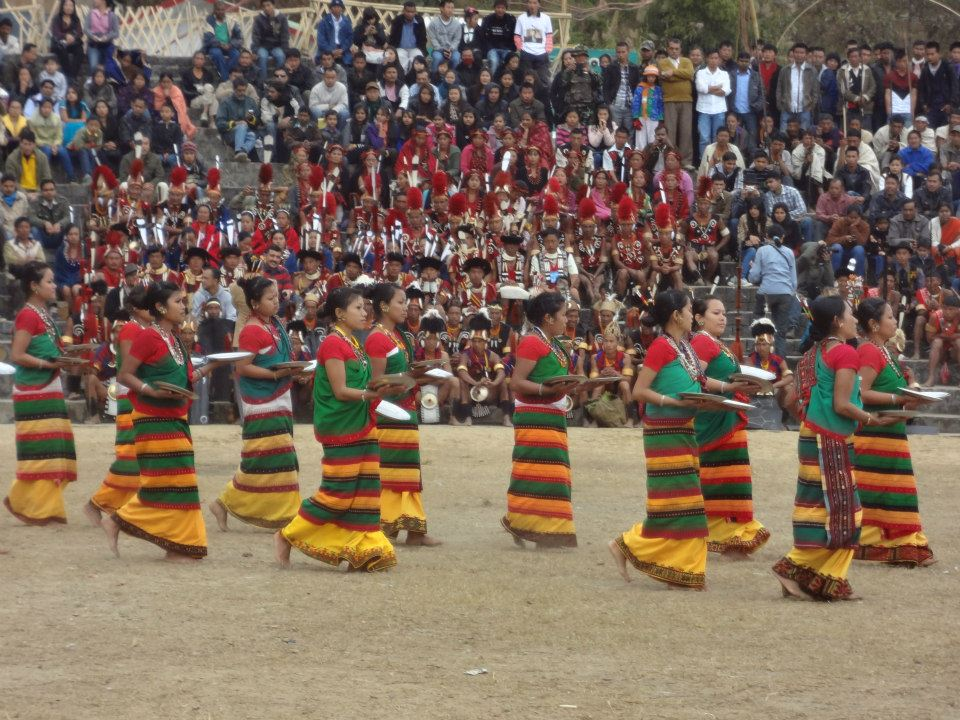
나갈랜드주의 혼빌 축제

## 인사

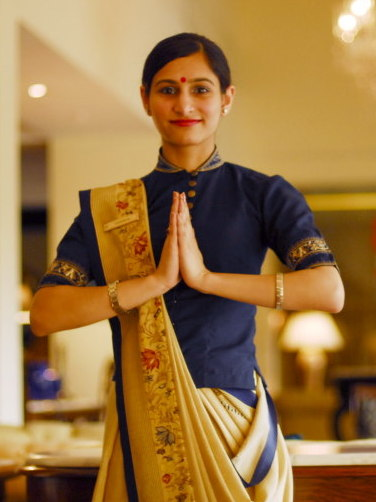
인사하는 인도인

인도의 인사는 합장을 하며 "나마스테"(데바나가리 नमस्ते)와 같은 인사말을 건낸다. 나마스는 경배하다 또는 절하다는 의미로 나마스테는 당신께 경배드린다는 의미이다. 이러한 인사는 신에 대한 경배인 푸자에서 파생하였다. 당신의 안에 있는 신성함에 경배한다는 의미이다.
힌디어 나마스테는 오리야어 나마스카라지 주하라, 콕보록어 쿨룸카, 마라티어 나마스카르, 칸나다어 나마스카라, 텔루구어와 말라얄람어의 나마스카람, 타밀어의 와나캄, 벵골어의 노모슈카르, 아삼어의 노모스카르, 우르두어의 아아다브, 그리고 펀자브어의 삿 슈리 아칼과 통하는 인사말이다. 만날 때와 헤어질 때 모두 같은 인사말을 한다. "나마스카르"는 네팔과 같은 나라의 힌두교도들도 사용한다.
합장하며 인사하는 인도의 전통적 예절은 불교와 같은 종교의 전파와 함께 아시아 전역에 전파되었다.
사업상 만남에서는 전통적인 합장보다 악수를 선호하는 경향이 늘고 있다.

## 동물

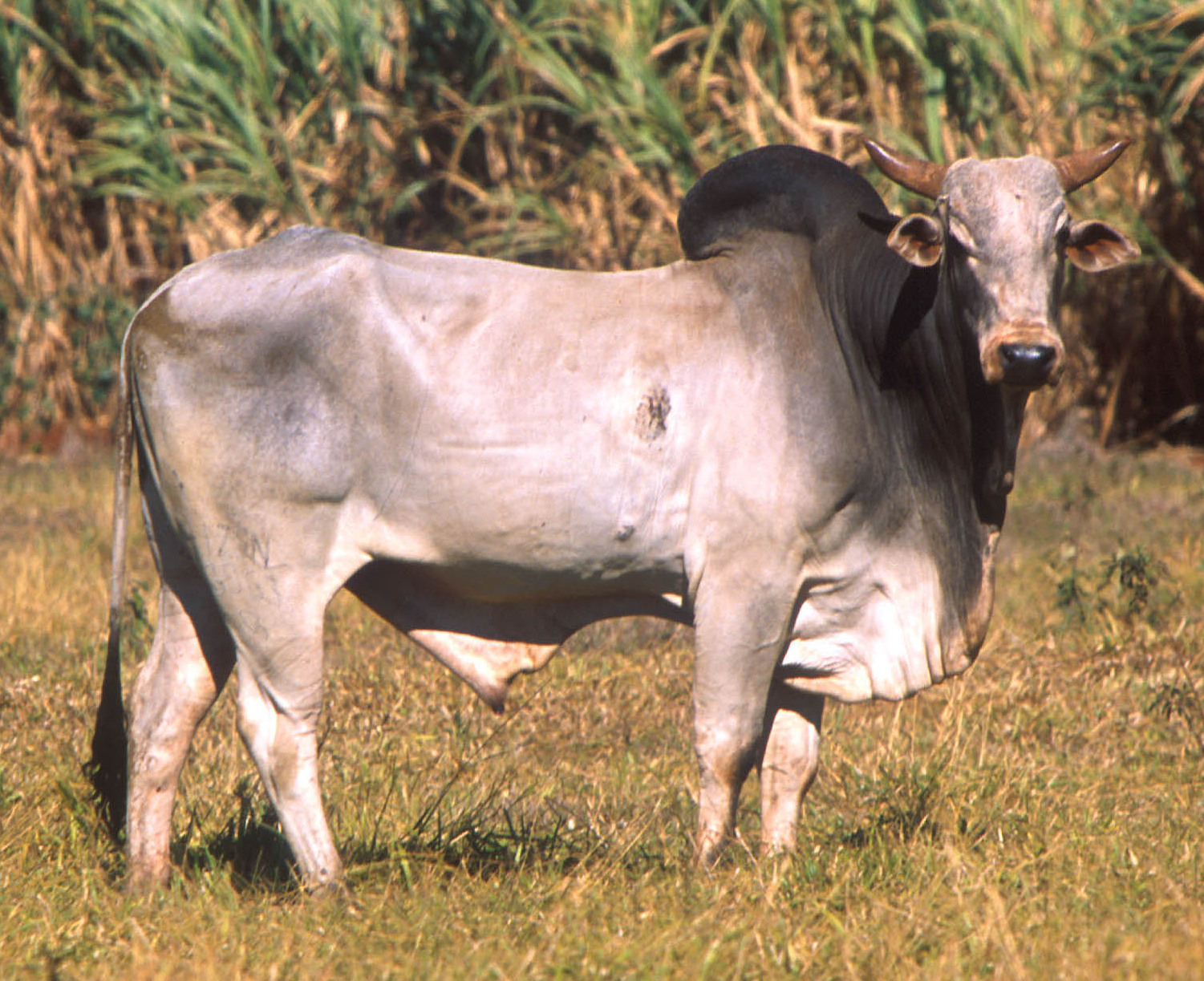
인도혹소

오늘날 힌두교는 인도혹소의 학대와 도살을 꺼린다. 그러나 힌두교가 처음부터 소를 존중한 것은 아니다. 베다 시기까지도 소는 제사의 희생물로 사용되었고 그 규모는 점점 커졌다. 그러나 우파니샤드 시기가 되면 인도는 농경 문화가 정착되고 소는 중요한 자원이 된다. 그 결과 기존의 형식에 얽매인 제사를 중심으로 하는 브라만교가 비판의 대상이 되었고, 불교와 같은 새로운 종교는 소의 도축을 반대하였다. 석가모니가 말한 불살생(不殺生)은 특히 소를 죽이지 말라는 것이었다. 이후 힌두교 안에서도 특히 암소를 대지모신의 화신으로 여기는 관습이 생겨나면서 소에 대한 존중이 시작되었다.
오늘날에도 힌두교와 자이나교는 소의 도살과 쇠고기 섭취를 금기로 여긴다. 그러나, 축산업의 사정은 이런 분위기와 전혀 다르다. 소에 대한 타부가 없는 이슬람 신도들은 거리낌 없이 소를 도축하며 인도의 소 사육은 3억 마리 이상으로 2위인 브라질 보다 8천만 마리가 많은 압도적 세계 1위이다. 쇠고기 수출도 176만 톤에 달한다. 한편 인도들소는 신성하게 여겨지지 않기 때문에 도축 대상이 되고 힌두교도도 즐겨 먹는다. 사육 두수는 5천만 마리 이상으로 세계 제1위이다. 수출되는 인도들소의 고기양은 연간 208만2천톤에 달한다.
한편 이슬람은 교리상 돼지고기를 먹지 않는다. 인도의 소와 돼지에 대한 타부는 영국 식민지 시기 세포이 항쟁의 원인이 되었다. 현지 문화에 대한 이해가 없는 영국군 장교가 세포이들에게 소나 돼지의 기름이 발라져 있는 화약통을 입으로 뜯으라고 명령한 것이 종교적 계율을 강제로 어기게 했다는 불만으로 작용하였다.
인도인들이 숭배하는 가네샤는 코끼리의 얼굴에 사람의 몸을 한 신이다. 지혜와 부, 상업을 관장한다는 믿음 때문에 널리 숭배된다.

## 요리

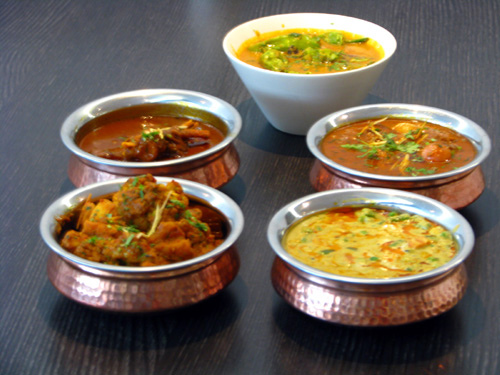
다양한 인도 커리

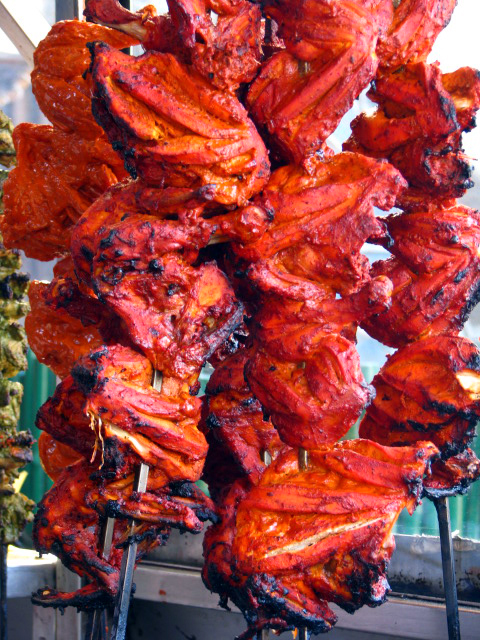
뭄바이의 탄두리 치킨

인도 문화의 다양성은 인도 요리에서도 드러난다. 채식 식단에서부터 고기 요리에 이르기까지 다양한 향신료와 소스가 사용되는 인도 요리는 지역별로 저마다 특색있는 식단을 선보인다. 미쉐린 가이드의 요리사들은 다양한 유제품들을 인도 요리의 특징으로 꼽는다.
다양한 향신료를 사용하는 인도 요리는 지역적으로 동서남북의 넷으로 구분할 수 있다. 북인도 요리는 우타르프라데시주, 카슈미르, 델리, 펀자브주, 라자스탄주 등을 포함하며 칠리를 이용하여 자극적인 맛이 강하다. 안드라프라데시주,  카르나타카주,  케랄라주,  타밀나두주 등의 남인도 요리는 쌀과 코코넛을 이용하여 담백한 맛이 난다. 서인도인 구자라트주의 음식은 단맛이 강하고, 동인도인 아삼주의 아삼 요리는 물고기 요리를 비롯하여 자신만의 독특한 풍미를 낸다. 벵골 지역의 벵골 요리와 펀자브 지방의 펀자브 요리 역시 별도로 분류되기도 한다.
인도의 요리는 역사적으로 중앙아시아 전역에서 유입해 온 다양한 문화들과 얽혀있다. 무굴 제국에서 유래한 요리는 특히 무갈리 요리라고 부른다. 무굴 제국이 인도 전역을 장악할 무렵 인도의 요리는 오랫 동안 채식 위주의 식단으로 차려져 왔었기 때문에 중앙아시아 출신의 왕족들 입맛에는 맞지 않았다. 그래서 이전부터 즐겨 먹던 양과 소의 고기에 인도 특유의 향신료가 곁들여 진 문화 융합적인 요리가 만들어지게 되었다.
인도에서 유래하여 세계적으로 유명한 요리 가운데는 커리가 있다. 인도에서 커리는 매우 다양한 향신료를 사용하지만, 세계적으로 널리 퍼진 것은 영국의 식민지 시절 마살라를 써서 영국인의 입맛에 맞게 변화를 준 것이다. 이 음식은 다시 일본에서 카레가 되어 동아시아 지역에 퍼졌고, 한국에서도 대중적인 음식이 되었다.
펀자브 요리의 하나인 탄두리 치킨 역시 세계적으로 널리 퍼진 인도 요리 가운데 하나이다. 각종 향신료와 발효유에 재운 닭고기를 쇠꼬챙이에 꽂아 향기롭게 굽는 요리로, 전통 방식으로 구울 때 쓰는 원통형 점토 화덕 탄두르에서 탄두리 치킨이라는 이름이 유래하였다. 난이나 차파티에 싸서 주 요리로 먹는 것이 전통적이며, 무르그 마카니와 같이 크림으로 만든 커리에 들어가는 재료로도 많이 쓰인다.
세계 각지에서 인도 요리 전문점을 만날 수 있다. 식민통치자였던 영국인의 손에 의해 전파된 커리와 달리 탄두리 요리와 같은 인도 각 지역의 요리는 인도인 이민자의 정착 과정에서 뿌리 내린 것들이다. 말레이시아를 비롯한 동남아시아 지역에서는 현지 문화와 다시 융합하여 현지화되었고, 서양의 여러 나라에서도 인도 요리 전문점을 볼 수 있다. 반면에 인도 안에서는 1990년대까지도 외식 문화가 크게 발달하지 않아 전문 요리점이 많지 않았으나 21세기에 들어 점차 프렌차이즈 요리점이 늘어나는 추세이다.

## 의상과 장신구

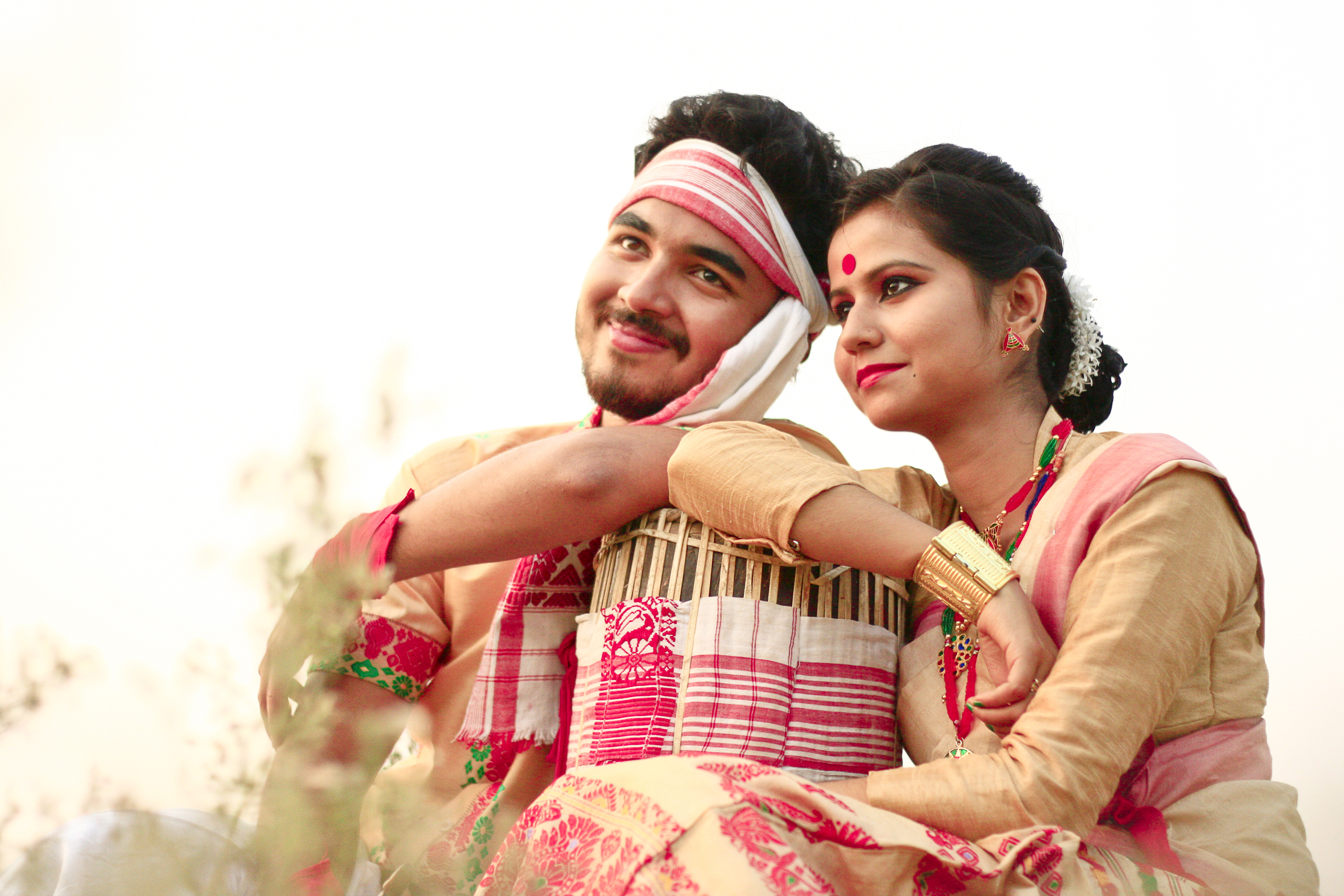
아삼주의 전통 의상

인도의 의상 가운데 널리 알려진 것은 힌두교의 여성 전통 의상인 사리지만, 인도의 문화가 다양한 만큼 의상 역시 다양하다. 대표적인 여성 의상으로는 사리 외에도 살와르 까미즈, 레헹가 촐리가 있다. 남성 의상으로는 쿠르타 파자마, 룽기, 도티가 대표적이다.

### 사리
사리(힌디어: साड़ी)는 얇은 천이라는 뜻을 지닌 말이다. 지역마다 모양과 색상이 달랐지만 19세기 힌두 민족주의의 성장과 함께 지금의 모양으로 굳어져 인도 여성들의 대표적인 의상이 되었다. 마치 고대 로마의 토가처럼 옷 위에 걸쳐 입는다. 머리부터 무릎까지 모두 덮어 쓰는 방식도 있고 어깨에서 허리까지만을 감싸는 방식도 있다.

### 빈디
빈디(힌디어: बिंदी)는 힌두교 여성이 이마에 찍는 점이다. 예전에는 물감을 이용하여 그렸으나 요즘은 여러 가지 색상의 패치가 팔린다. 전통적으로 붉은 색 점은 결혼한 여성임을 뜻했지만 요즘엔 기혼, 미혼을 가리지 않고 마음에 드는 색상의 빈디를 붙인다.

### 쿠르타 파자마
쿠르타는 일상적으로 입는 웃옷이다. 얇은 천으로 헐렁하게 만들고 소매는 손목까지 내려온다. 흰색이나 밝은 색이 일반적이다. 여성의 것은 쿠르티라고 한다.
쿠르타와 함께 입는 헐렁한 바지는 파자마라고 한다. 이 파자마가 유럽에 전해지면서 집에서 편하게 입거나 잠자리에서 입는 옷이란 뚯으로 의미가 변해 사용되었다.

## 언어와 문학

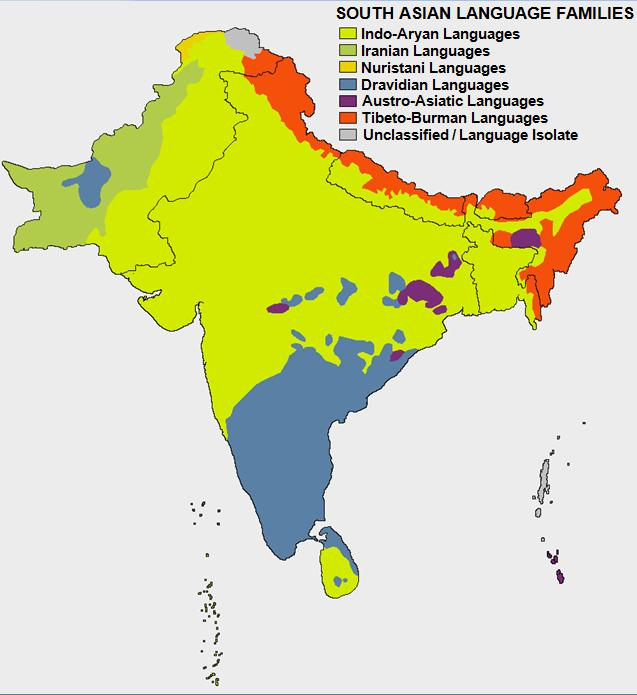
인도아대륙의 언어 분포
인도이란어파
이란어파
누리스탄어군
드라비다어족
오스트로아시아어족
티베트버마어파
미분류

인도의 공용어는 연방 단위에선 힌디어이고 상용으로 영어도 사용되지만, 주급 단위로 가면 각 주 마다의 공용어가 따로 지정되어있다. 공용어에 들지 않지만 많이 사용되는 여러 언어들도 많다. 2020년 기준으로 인도에서는 456개의 언어가 쓰인다. 인도에는 따로 지정된 국어가 없지만 헌법에서 힌디어와 영어를 공용어로 천명하였고 부칙에서 22게의 계획 언어를 지정하였다. 그러므로 인도에는 각자의 언어로 쓰여진 문학이 수도 없이 많다. 거칠게 구분하여 북인도는 인도유럽어족이 강세를 보이지만 남인도에는 드라비다어족이 강세를 보인다. 여기서는 고전 언어로 지정된 주요 언어의 상황 만을 다룬다.

### 산스크리트어 계통
산스크리트어는 얼마나 오래되었는지 모르나 놀라운 구조를 갖추었다. 그리스어보다 완벽하고, 라틴어보다 풍부하며, 둘 모두보다 세련되게 다듬어졌으나, 동사의 어근과 문법의 형식 양면에서 우연의 결과라고는 믿을 수 없을 만큼 두 언어와 닮아 있다. 이 유사성은 너무나 강렬해서, 그 어떤 문헌학자도 이 세 언어를 모두 살펴본 뒤에 어쩌면 더 이상 존재하지 않을 어느 공통의 근원으로부터 이 언어들이 유래하였다고 믿지 않을 수 없을 것이다.— 윌리엄 존스, 3주년 기념 담화 (1786년 2월 2일), ELIOHS

리그 베다에 쓰인 산스크리트어는 인도아리아어군의 가장 오래된 유물 가운데 하나로 초기 인도유럽어족 가운데 하나이다. 18세기 유럽의 언어학자들은 힌두어와 유럽의 언어들이 낱말과 문법에서 매우 비슷하다는 점에 큰 충격을 받았고, 이후 이어진 연구를 통해 영어, 독일어, 프랑스어, 이탈리아어, 스페인어, 켈트어, 그리스어, 발틱어군, 아르메니아어, 페르시아어, 토하라어를 비롯한 여러 언어를 비교하여 이들이 동일한 조상에서 파생되었다는 점을 과학적으로 밝혀냈다. 오늘날 인도유럽어족으로 분류되는 이 언어 계통에 대한 연구는 이후 방언연속체 이론으로 정립되어 다른 언어들의 계통 분석 도구로 활용되었다.

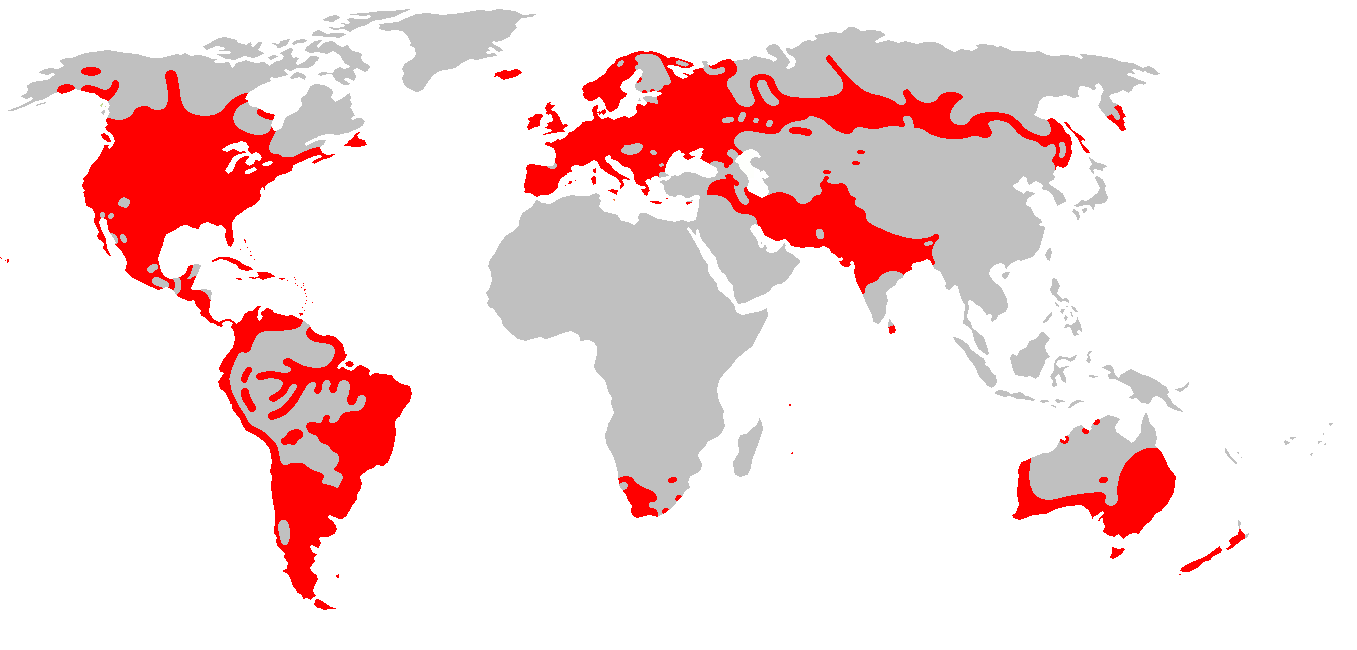
인도유럽어족의 분포

그들이 언제 어디서 인도로 들어왔는 지는 정확하지 않지만 산스크리트어를 사용하고 리그 베다를 적은 사람들은 중앙아시아에서 인도로 이주한 사람들이다. 이들을 힌두인, 이들의 종교를 힌두교, 이들의 언어를 힌두어라고 부르기 시작한 것은 이슬람의 도래 이후의 일로 앞의 종교와 철학 문단에서 밝힌 것처럼 그리 오래되지 않았다.
인도의 언어 변화는 시기적으로 고대, 중세, 현대로 구분지어 생각할 수 있다. 산스크리트어가는 인도 여러 지역에서 점차 갈라져 프라크리트어군을 이룬다. 이러한 방언의 형성은 인도-아리아어파의 사람들이 인도 아대륙 각지에 정착하면서 현지 원주민들의 언어와 융합한 결과라고 할 수 있다. 기원전 2백년 전에서 3백년 전 사이 쓰인 초기 불교 경전은 이렇게 형성된 방언의 하나인 팔리어로 작성되었다. 그 결과 오늘날 힌디어, 구자라트어, 벵골어, 마라티어, 펀자브어 등과 같은 각 종 언어들의 기원이 되었다. 인도의 문자 기록은 총 3천년에 걸쳐 작성되어 왔고, 이들 언어들의 변화 과정을 추적하는 근거가 되었다. 산스크리트어의 발음과 문자는 오늘날 인도에서 가장 많이 사용되는 힌디어의 근간이 되었다. 힌디어는 산스크리트어의 델리 방언이라고 할 수 있다. 이와 대조적으로 인도 동부의 오리야어는 오디샤주를 중심으로 쓰이는 방언이다.

#### 베다

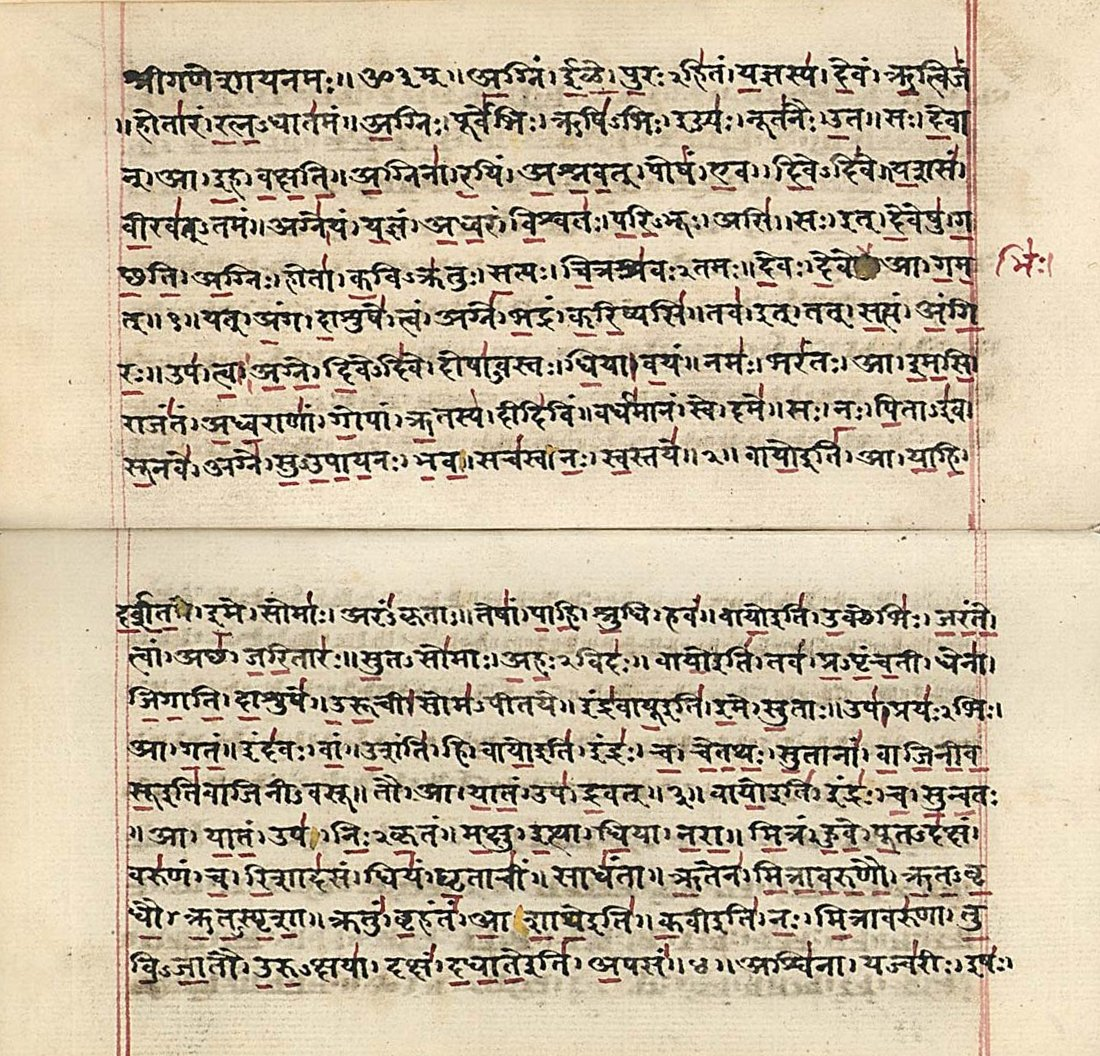
리그 베다는 종교적 경전이면서 동시에 인도 문학의 원천이기도 하다.

베다(산스크리트어: वेद)는 기원전 1500년 무렵에서부터 기원전 500년 무렵까지인 베다 시대에 쓰인 브라만교의 경전이다. 종교적 문헌이지만 각종 신화와 철학을 포함하여 인도의 중요한 고전 문학으로 다루어 진다.
베다는 삼히타 · 브라마나 · 아란야카 · 우파니샤드 · 수트라의 다섯 부문으로 분류된다. 이 중에서 삼히타는 《리그베다》·《야주르베다》·《사마베다》·《아타르바베다》의 4종의 삼히타를 의미한다. 이 4종의 삼히타는 힌두교의 정경을 이루며, 특별히, 4종의 베다 정경이라는 의미의 투리야라고 부른다. 베다 전체는 투리야를 중심으로 형성되어 있다. 그리고 투리야는 그 중에서 《리그베다》를 기초로 하여 형성되었다. 흔히 "베다"라고 할 때는 이들 투리야만을 의미할 경우가 많다.
베다가 인도의 각 종교와 철학에서 차지하는 위상은 해당 종교와 철학에 따라 다르다. 어떤 종파는 베다를 절대적으로 따라야 할 경전으로 여기지만, 다른 종파는 그저 참고할만한 문헌으로 보기도 하고, 아예 베다의 내용을 배척하는 경우도 있다. 그러나 이 모두를 합하여 인도의 전통 문학에서 베다가 차지하는 위상은 막강하다.
베다 시기 말 무렵 베다가 규정하는 복잡한 규칙의 제사와 규범을 놓고 형식을 타파해야 한다는 입장이 대두되었다. 이들 가운데 급진적인 부류는 불교를 창시한 석가모니와 같이 아예 새로운 종교를 만들기도 하였다. 한편 브라만교 내에서도 변화한 사회상이 반영되어 신에 대한 제사를 강조하던 종교적 교리가 사람의 행동과 사회적 관계에 대한 성찰로 변화하였다. 이를 반영한 것이 우파니샤드이다. 베단타 학파는 우파니샤드를 베다의 완성이라고 생각한다. 우파니샤드 역시 종교적 문헌이지만 인도의 철학과 문학의 근간을 이루는 것으로 평가받고 있다.

#### 마하바라타
마하바라타는 판다바와 카우라바의 신화적 전쟁을 다룬 인도 고대 서사시이다. 비야사가 서술하였다고 하나, 마치 고대 그리스의 일리아스가 호메로스 홀로 지은 것이 아닌 것과 같이 마하바라타 역시 오랜 시간에 걸쳐 완성되었을 것이다. 마하바라타의 제6권 <비스마파르바>의 일부인 바가바드 기타는 힌두교 사상의 정수를 담고 있다고 평가된다.

#### 칼리다사
칼리다사는 《샤쿤탈라》를 남긴 희곡 작가이다. 굽타왕조 시기의 인물인 칼리다사는 이전의 문학과 달리 세속적인 희곡을 남겨 인도 문학의 새로운 지평을 열었다. 훗날 영국에 의해 유럽에 소개된 《샤쿤탈라》는 괴테의 《파우스트》 등에 영향을 주었다.

#### 벵골 문학

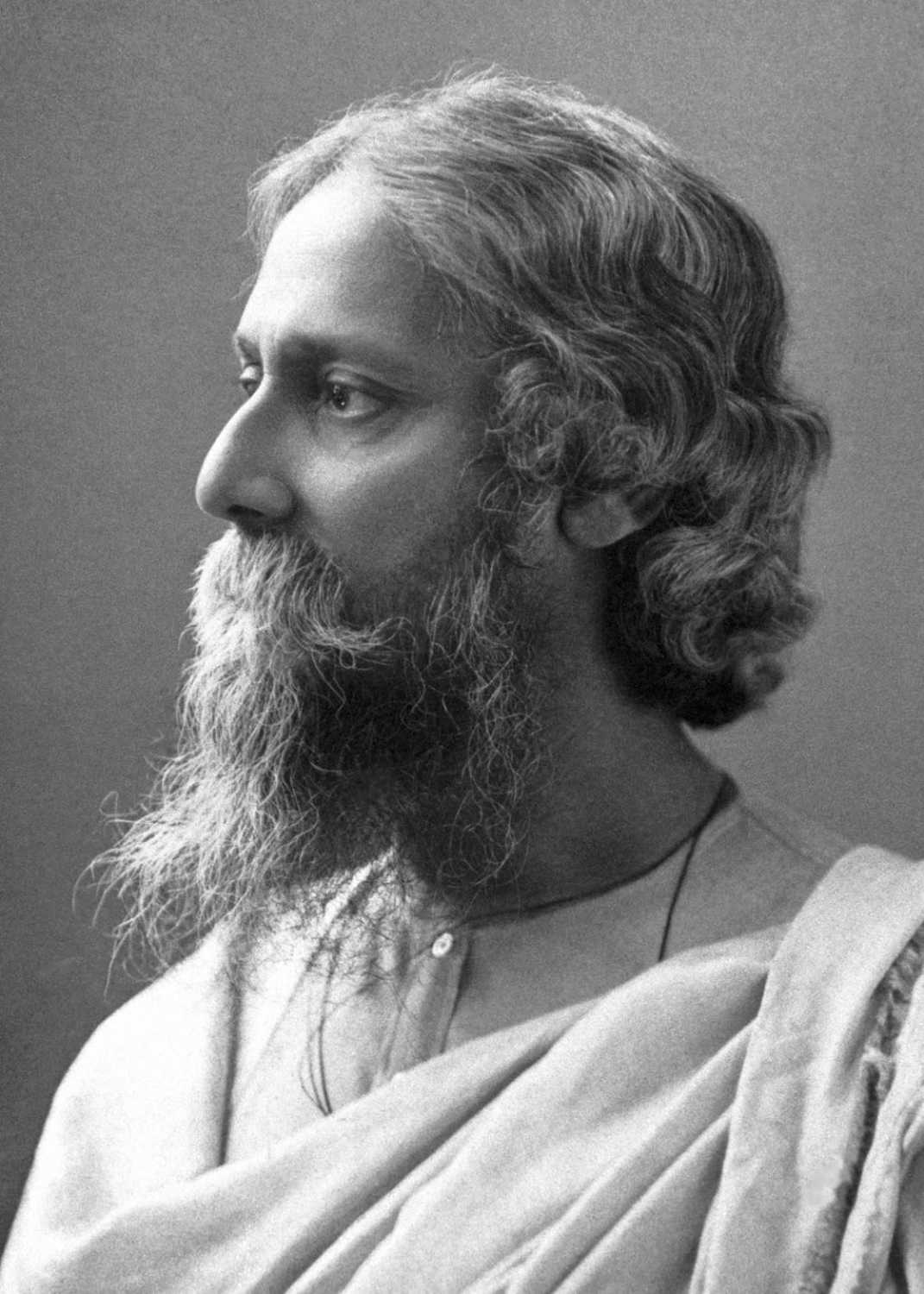
라빈드라나트 타고르

근세 이후 인도에는 힌디어가 아닌 각 지방의 언어에 의한 문학이 활발했다. 그 가운데 특히 벵골어를 사용한 벵골 문학은 독자적인 문화와 함께 번성하였다. 이러한 벵골 문학의 발전은 현대의 라빈드라나트 타고르로 이어지게 된다.

### 드라비다어족
드라비다어족에 속하는 타밀어는 가장 오랫동안 살아남은 고전 언어 중 하나이며 기원전 500년 무렵 이미 타밀어 문학을 형성한 이래 지금까지 활발하게 사용되는 언어이다. 기원전 3세기 무렵 돌에 세긴 타밀어 문학에 대한 금석학 연구가 계속되고 있다.
칸나다어 역시 널리 쓰이는 드라비다어족의 하나로 타밀어와 마찬가지로 오래된 역사를 가지고 있다. 아쇼카 왕 시기에 남긴 법령을 세긴 돌에 이미 공용어의 하나로서 기록을 남겼다고 추정되고 있다. 기원 전후 무렵에 이미 고전 칸나다어가 정립되었고, 9-10 세기 무렵 칸나다어로 된 문학 작품이 쓰이기 시작하였다.

#### 타밀 문학
인도 동남부는 기원전 6세기에서 기원후 3세기까지의 약 900년 동안 존재하였던 상감 시대와 그 이후 13세기까지 이어진 촐라와 같은 독자적인 국가와 문화가 이어져 왔던 지역이다. 이 지역의 대표적 언어인 타밀어 역시 오랜 세월에 걸쳐 타밀 문학을 이어왔다. 중세 시기까지 타밀 문학은 힌두교에 근간한 종교적 문헌이 많았지만, 19세기 문예 운동인 타밀 르네상스 이후 현대적인 문학 작품들이 쓰여지고 있다.

### 기타 언어
인도 북동부에 산재해 있는 문다어 방언들은 오스트로아시아어족에 속하여 전혀 다른 언어 유입의 역사를 갖는다. 다른 오스트로아시아어족으로는 베트남어, 크메르어 등이 있다. 히말라야산맥이 놓인 지역에는 인근의 티베트에서 넘어 온 사람들이 많아 티베트어가 쓰인다. 캬슈미르 일부 지역에서 쓰이는 누리스탄어는 보다 페르시아어에 가까운 인도이란어파의 하나이다.

## 공연 예술

### 무용
나티야(नाट्य, 서사적 줄거리를 갖는 춤)를 베다의 다섯 번째 경전으로 두어라. 그것은 영웅적 이야기를 가치, 부, 즐거움, 영적 자유와 함께 묶어 모든 경전의 특출함을 담고 모든 예술에 앞설 것이다.— 나티야사스트라의 첫 장

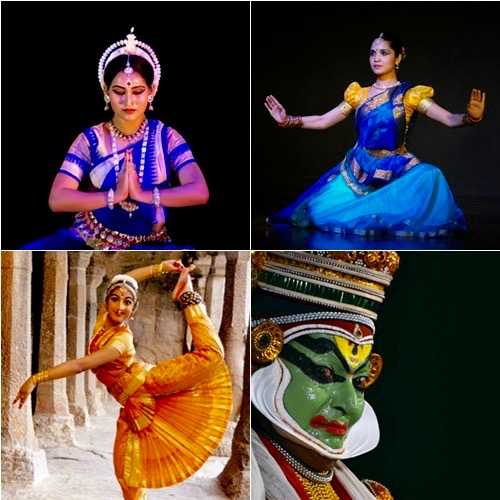
인도의 여러 가지 전통 무용

인도에는 고대로부터 이어오는 전통적은 공연 예술 이론이 있다. 춤의 경전인 《나티야사스타라》는 기원전 2백년 전에서 기원후 2백년 사이 어느 시점에 쓰여졌고, 극이론 문헌인 《난디케슈와라》(नन्दिकेश्वर) 역시 기원전 2백년 무렵에 작성되었다. 이 문헌들은 춤이 인간 내면의 아름다움과 신성함을 나타내는 수단이라고 보았다.
인도의 전통 무용은 동작 하나 하나에 의미를 담는다. 힌두교적 사상에 기반한 인도 고전 무용은 모두 여덟 개의 형태로 이루어져 있으며 힌두교 신화의 이야기를 재현한다.
인도에는 고전 무용 외에도 지방 마다 전해져 내려오는 인도 민속 무용이 수 없이 많다. 예를 들면 펀자브주의 방그라, 아삼주의 비후와 같은 것들이 있다.

### 음악
인도 고전 음악은 독특한 음계와 음조를 갖고 있다. 한 옥타브는 22개로 세분되는 슈루티로 구성되며 이것을 조합한 음계인 라가를 바탕으로 멜로디를 구성한다. 인도 고전 음악은 1960년대에 특히 히피들에게 큰 영향을 주었고, 서양의 음악가들에게 많은 영감을 주었다. 예를 들면 비틀즈의 《Love You To》와 같은 노래가 인도 음악의 영향을 받았다.
반면에 인도의 대중음악은 세계의 다른 곳과 마찬가지로 서양에서 시작한 팝 음악의 영향을 받았다. 인도 팝은 볼리우드로 불리는 인도 특유의 영화 산업과 결합하여 독특한 장르를 열었다. 이러한 흐름과 별개로 인도 민속 음악 역시 현대화되어 상당한 시장을 형성하고 있다.

### 영화
인도는 연간 영화 제작 편수 및 영화관 관객 총수도 세계에서 많은 나라 중 하나인 영화 대국이다. 2019년 기준 인도의 영화시장 규모는 약 16억 달러로 추산되며, 전세계 영화 시장 중에서 북미, 중국, 일본, 대한민국, 영국, 프랑스에 이어 7위이다. 인도에서 영화 제작이 이뤄지는 대표적인 지역으로는 뭄바이, 첸나이, 콜카타, 하이데라바드, 티루바난타푸람-코치, 부바네스와르-쿠타크, 구와하티 등을 꼽을 수 있다.
볼리우드(힌디어: बॉलीवुड, 우르두어: بالیوڈ)는 인도 뭄바이의 인기있는 영화 산업을 일컫는 비공식 이름이다. 이 용어는 때때로 인도 전체의 영화, 영화 산업을 이르는 말로 오용되기도 한다. 볼리우드라는 말은 뭄바이의 영어식 이름인 봄베이와 할리우드의 합성어로 서구 미디어에 의해 처음 사용되었다. 노래와 춤, 이야기가 어우러지는 뮤지컬 형식의 영화를 주로 만든다.

## 시각 예술

### 미술
베다 시기의 미술은 문헌을 통해 기록이 있지만 전해져 오는 것은 없다. 현재 남아있는 미술품은 마우리아 왕조 이후의 것으로 당시의 미술품은 대부분 불교와 관련된 것이다. 쿠샨 왕조 시기 그리스의 영향을 받은 간다라 미술이 성행하였고 불교의 전파와 함께 동아시아 지역에 전달되었다. 이후 인도는 여러 지역 왕조들이 다양한 미술품을 남겼다. 12세기 말 이후 이슬람이 유입되면서 이슬람 미술과 인도 전통 미술이 융합되어 인도 미술의 독특한 특징을 이루었다. 근대 이전 인도 미술의 주요 주제는 각종 신화와 종교적 상징 등이었다. 인도 미술이 갖는 독특함은 현대에 들어 세계 여러 나라에 알려져 많은 영향을 주었다.

### 조소

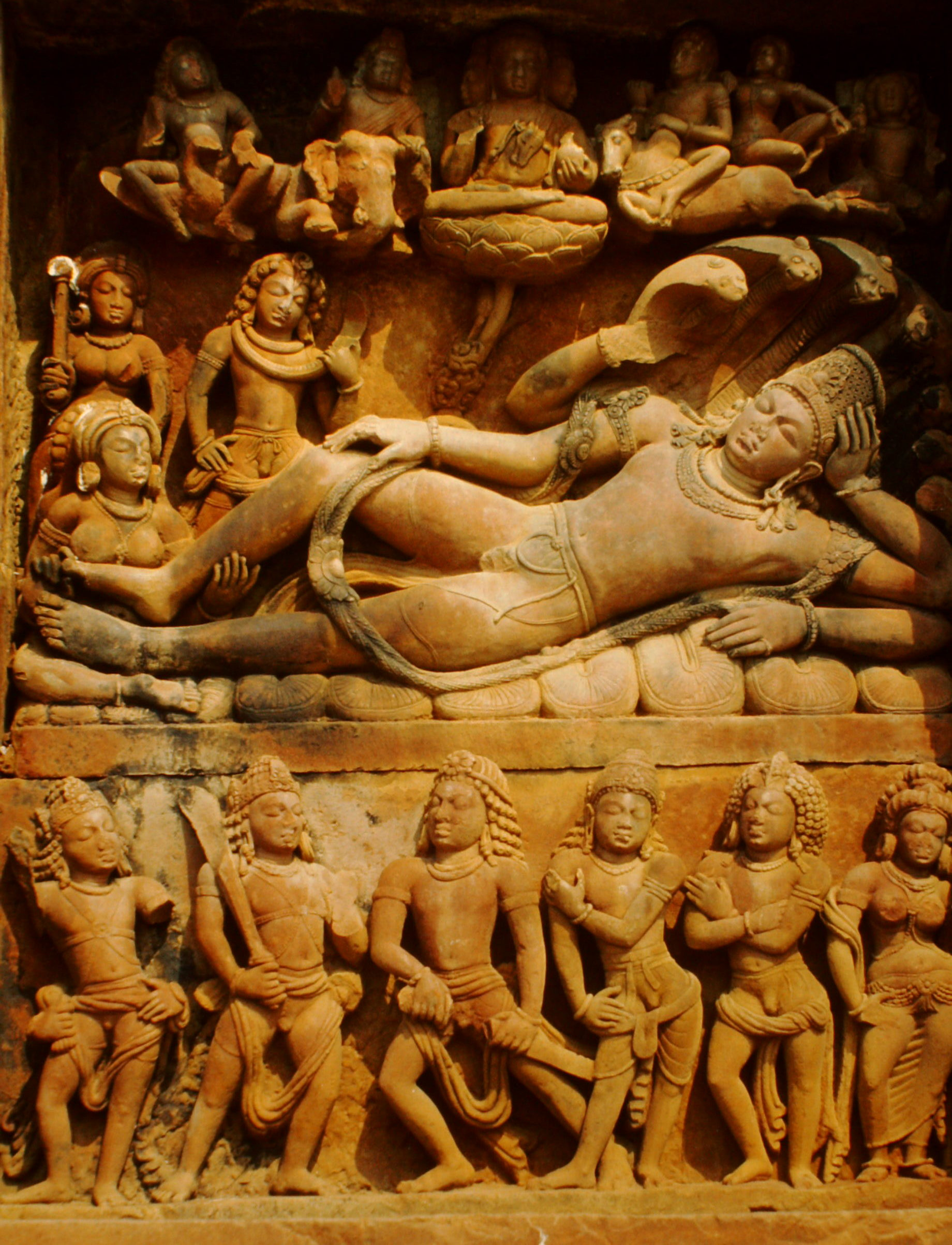
세샤가 지키는 가운데 잠이 든 비슈누

선사 시대인 인더스 문명 시기부터 조소 예술이 있었다. 간다라 미술 시기 보다 생동감 넘치는 인체 표현이 시작되었다. 헬레니즘은 신과 인간의 모습이 같다고 생각하였고, 이에 영향 받은 간다라 미술 역시 부처와 보살, 각종 천신의 모습을 인간과 같이 표현하였다. 이후 힌두교의 발전과 함께 세워진 각종 사원은 여러 신들의 모습을 한 조소 작품들로 채워지게 되었다. 마우리아 왕조와 굽타 왕조 시기엔 각종 불상이 성행하였고 팔라 왕조 시기엔 힌두교 신을 표현한 조각상들이 만들어졌다. 굽타 왕조의 불교 미술은 특히 굽타 미술이라고 한다.

### 건축
인도에는 각종 종교의 사원, 왕족이나 귀족의 무덤, 각지의 궁전 등이 지어진 시대를 달리하며 서 있다. 건축물 역시 다른 시각 예술과 같이 선사 시대의 모헨조다로 유적에서부터 시작하여 초기 불교 시기의 죽림정사와 기원정사, 이후 마우리야와 굽타의 불교 유적, 인도 전역에 걸쳐 시기를 달리하며 세워진 힌두교 사원들, 그리고 이슬람 도래 이후의 모스크들과 붉은 요새과 같은 건축들이 세계적 유산으로 남아있다.
인도 건축은 다양한 종류의 지리학적으로, 역사적으로 널리 퍼진 구조물들을 포함하며, 인도아대륙의 역사에 의해 변형되었다. 그 결과 단일한 대표적인 양식을 특정하기는 힘듦에도 어느 정도의 역사를 관통하는 지속성을 가지는 건축적인 생산의 진화하는 범위가 생겨났다. 인도 문화의 다양성은 그 건축을 통해 대표된다. 이것은 유럽뿐만 아니라 서아시아와 중앙아시아에서부터 유래한 건축 양식, 형태와 기술과 다양한 옛 지역의 전통의 혼합물이다. 건축의 양식은 힌두교 사원 건축에서부터 이슬람 건축, 서양의 고전주의 건축과 포스트모던 건축을 아우른다.
인도의 도시 문명은 현재 파키스탄에 있는 모헨조다로와 하라파에서부터 시작된다. 그 때부터, 인도의 건축과 토목공학은 지속적으로 개선되었고, 인도아대륙과 근방에 사원, 궁전, 요새에서 나타난다. 건축과 토목공학은 sthapatya-kala로 불렸는데, "건설의 예술"이라는 의미를 가지고 있다.
아이홀레와 파타다칼의 사원들은 힌두교 사원의 제일 앞선 예시들로 알려져 있다. 많은 사찰과 힌두교 사원이 인도의 석조건축의 휼륭한 예시로 알려져 있다. J.J. O'Connor와 E. F. Robertson에 따르면 술바스트라스는 '제단 건설의 규칙'을 부여한 베다의 부록이라고 한다. "그것들은 상당한 양의 기하학적인 지식을 가지고 있었지만, 수학은 그것이 만들어내지 않았고 순수하게 종교적인 의도로 개발된 것이다."
인도의 건축과 토목 공학은 쿠샨 제국과 마우리아 제국 시기에 발루치스탄과 아프가니스탄에까지 퍼졌다. 아프가니스탄의 바미안 석불처럼 산의 절벽 전체를 뒤덮는 부처의 조각상이 만들어졌다. 일정 기간 동안 고대 인도의 건축의 예술은 그리스 양식과 융화되었고 중앙아시아로 퍼져나갔다.
이는 호이살라 건축, 비자야나가르 건축, 서부 찰루키아 건축과 같은 다양한 왕조의 건축을 포함한다.
인도 바로크 건축 양식을 채택한 세인트앤 교회는 그 시대의 제일 저명한 건축가들의 영향 아래 있었다. 이 교회는 인도 양식과 유럽 건축 양식의 융화의 훌륭한 예시다.

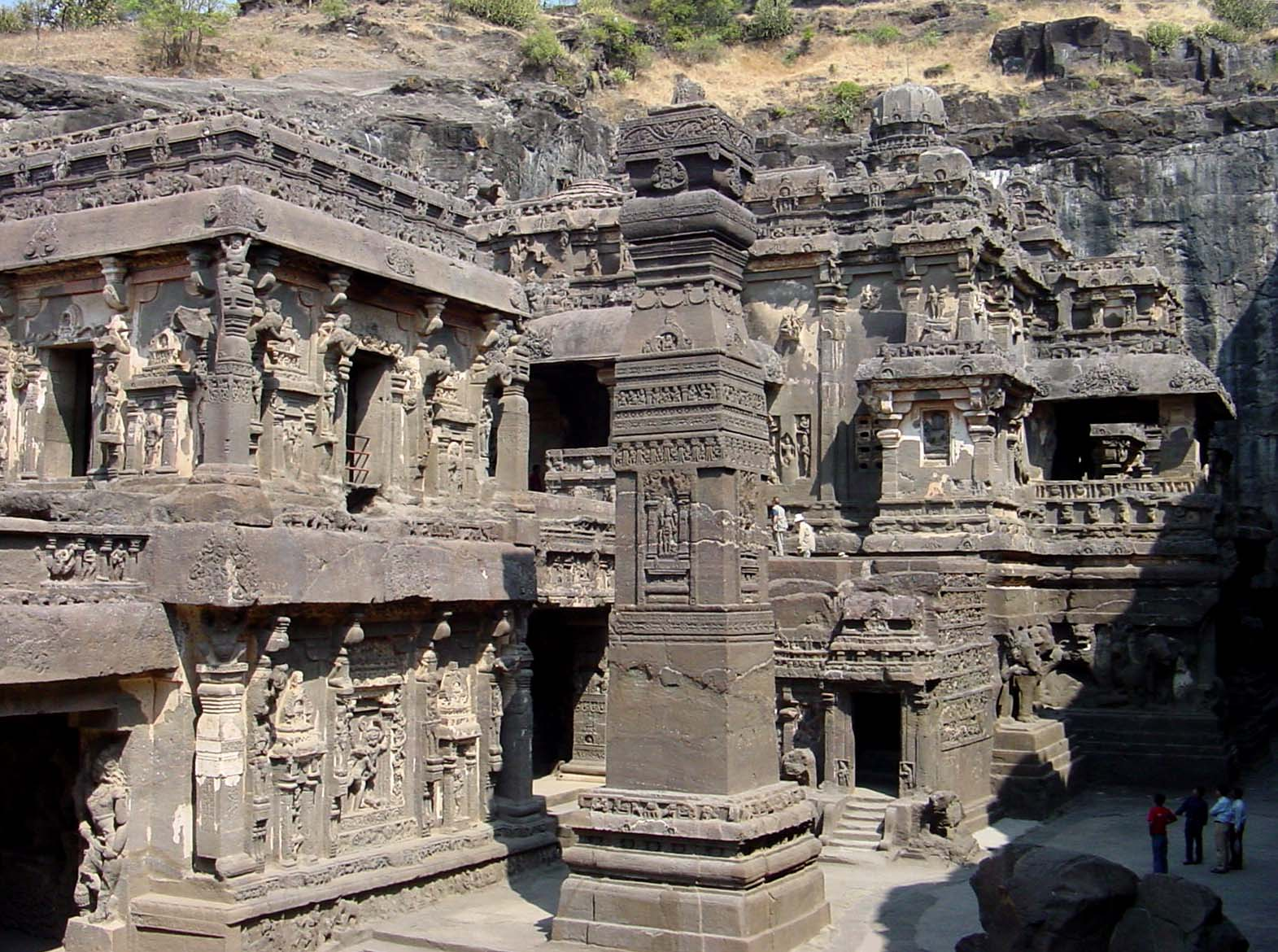
바위를 깍아 만든 고대 힌두교 사원인 카일라사 사원
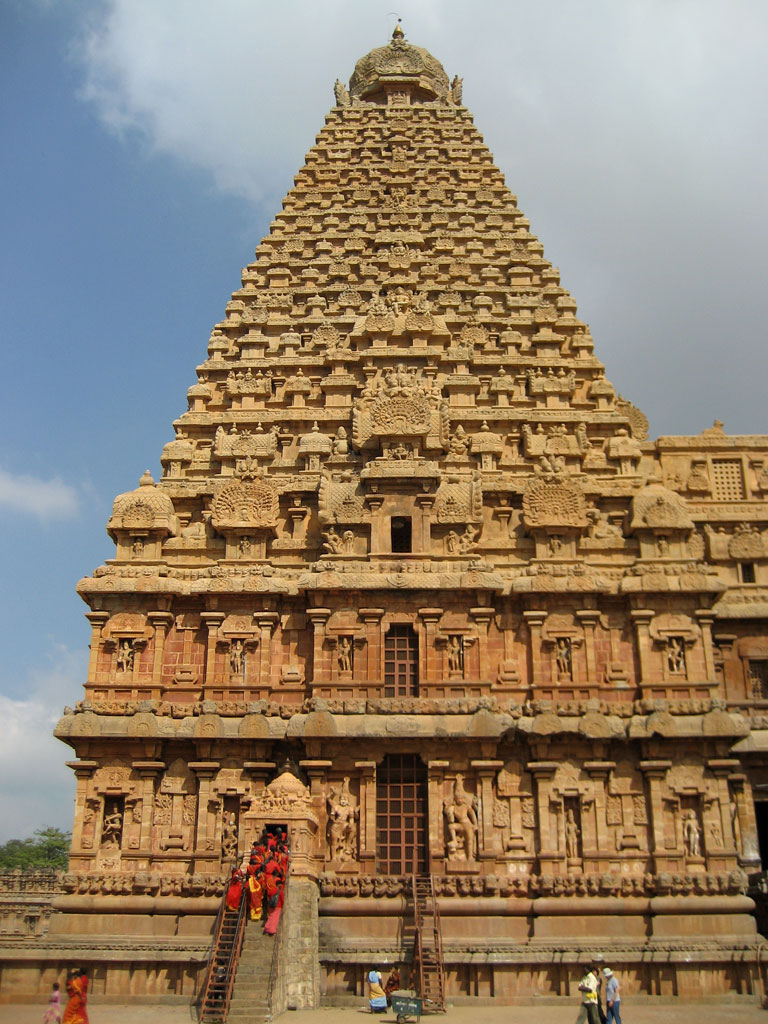
브리하디스와라 사원의 거대한 탑
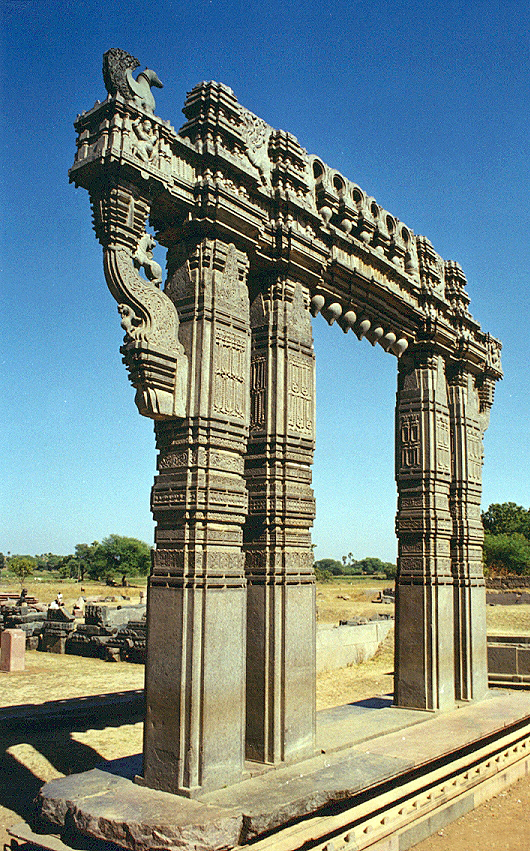
카카티야의 돌기둥
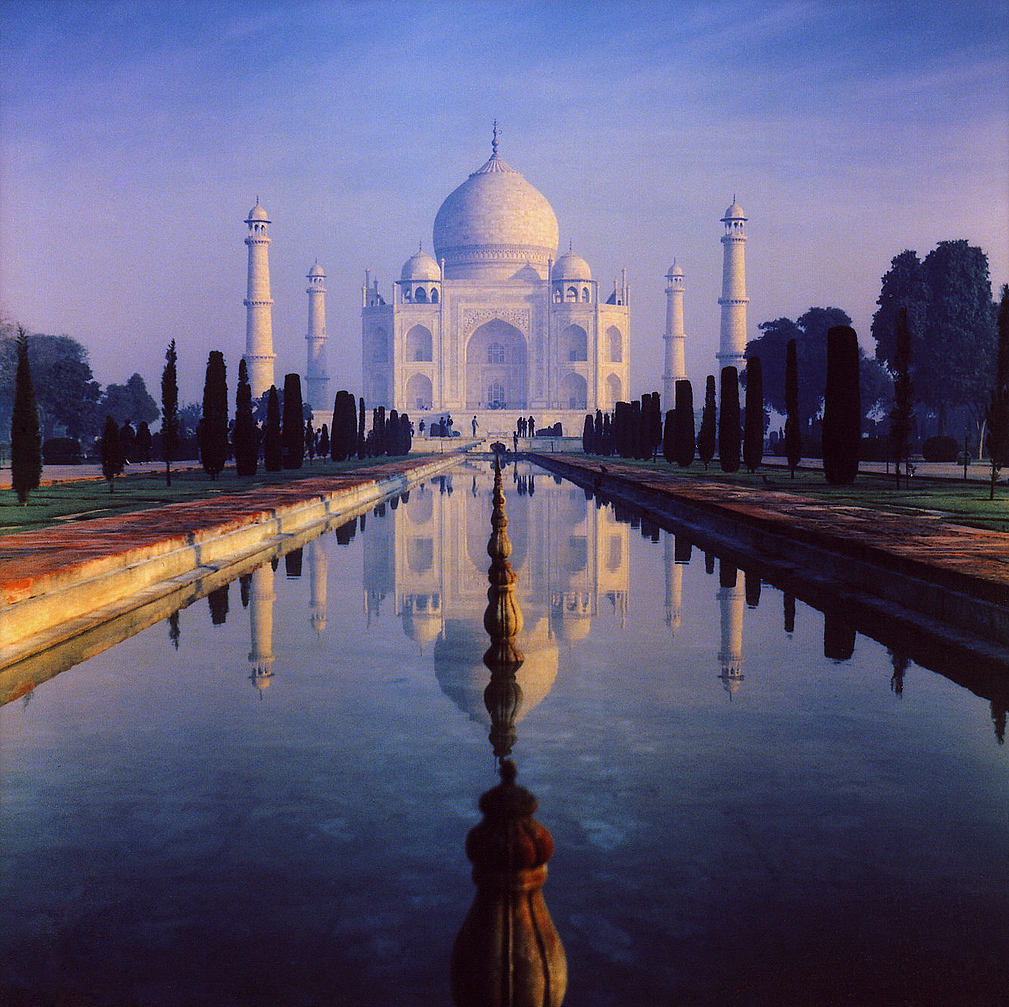
타지마할

## 스포츠와 무예

인도의 전통 무예 실람밤

인도에도 고대부터 다양한 전통 놀이 겸 스포츠가 있었다. 베드민턴은 새 깃털을 이용한 셔틀콕을 단단한 나무 라켓으로 주고 받던 인도의 전통 놀이가 영국 식민지 시기 유럽에 알려져 근대화 된 스포츠이다. 반면에 영국에서 시작된 크리켓이나 축구와 같은 스포츠가 인도로 전해졌다. 인도의 크리켓 리그인 인디언 프리미어리그는 인도에서 가장 인기 있는 스포츠 가운데 하나이다.
인도는 다양한 문화와 언어 만큼이나 각종 무예 역시 다양하다. 칼라리파야트 실람밤과 같은 것들이 있다.

## 같이 보기
- 인도의 역사
- 인도의 예술
- 인도의 언어
- 인도의 지리